# 罗马
羅馬（義大利語：[ˈroːma] ⓘ）是意大利首都及罗马首都广域市首府，為意大利全国的政治、经济、文化和交通中心，位于意大利半島中部的拉齐奥大区，台伯河下游平原地，建城初期在七座小山丘上，故又名“七丘之城”。按行政区范围内人口计算，罗马是意大利人口最多的城市、以及歐盟區第三大城市，面積範圍約1,285 km2（496.1 sq mi），市區人口約2,860,009人；其都會區人口總計約4,223,885人，位居義大利第三位。
罗马是世界历史文化名城，古羅馬文明發祥地，建城歷史悠久，可考的城市历史长达2800多年。罗马共和国及羅馬帝國的扩张使罗马成为地中海世界的政治中心长达五百年之久。而西羅馬帝國崩溃后，因著天主教會在基督教世界的地位，羅馬繼續作為西方的宗教信仰中心长达一千年。公元前1世纪罗马诗人提布魯斯首次将罗马称为“永恆之城”（Urbs Aeterna），此别名被奥维德、维吉尔和李维等文学家和历史学家传颂而被世人所知。在古罗马和中世纪时期，罗马也被誉为“世界之都”。羅馬曾長期為教宗（即罗马主教）世俗領地「教宗國」的重要部分；19世紀義大利統一運動興起後，羅馬在1871年成為意大利王國首都，1946年意大利共和國建立後續為首都。
羅馬的城市及郊区保存大量古蹟，與佛羅倫斯同為意大利文藝復興中心，自尼各老五世以來，幾乎所有教宗都在羅馬內追求連貫的建築和城市計畫。罗曼语系、罗曼式建筑和浪漫主义等概念源自罗马的名称，同時罗马也是巴洛克艺术發源地，拉斐尔、米开朗基罗、卡拉瓦乔、贝尼尼等藝術家活動的主要舞台。而拉丁字母、拉丁语和拉丁美洲等名称则来源于罗马所在的拉丁姆地区（现代意大利语称拉齐奥）。羅馬還是全世界天主教會的中樞，擁有700多座教堂與修道院、7所天主教大學；市內的梵蒂冈為教宗及聖座駐地，在1929年《拉特朗條約》簽署後取代教宗國而建立，是現代少見的獨立主權城邦。
1980年，聯合國教科文組織將羅馬整個古城收錄為世界遺產，為第一例。羅馬曾在1960年舉辦夏季奧運會，目前也是聯合國多個專門機構的所在地，如联合国粮食及农业组织、世界糧食計劃署和国际农业发展基金。該市還設有地中海聯盟議會大會祕書處（UfM）以及許多國際企業的總部，例如埃尼、意大利國家電力公司、及國內和國際銀行，羅馬的EUR區是許多石油工業、製藥業和金融服務公司的所在地。时装业在這座城市的發展，也使羅馬成為重要的時尚和設計中心，诞生了芬迪、寶格麗、华伦天奴等品牌。

## 历史

### 建城以前
现有的考古发掘显示公元前12-10世纪，拉丁姆平原和遍布的低矮丘陵上有一些印欧人的定居点，他们是从陆路还是海路过来的尚有争议，传统上称他们为拉丁人和萨宾人，「拉丁」一词或许和平地有关，「萨宾」一词或许和高地有关。维吉尔的史诗《埃涅阿斯纪》和李维的《罗马史》中称罗马人的世系可追溯至传说中的特洛伊英雄埃涅阿斯。约公元前12世纪（一说公元前1184年）特洛伊被希腊人用木马计破城后，国王普里阿摩斯的侄子埃涅阿斯流亡至亚平宁半岛中部的拉丁姆（Latium）地区，娶拉丁王的女儿拉维尼娅（Lavinia）为妻。并建立了一座城市，以其妻之名将此城命名为「拉维尼」（Lavinium）。拉维尼「城」只使用了30年就因人口过分膨胀而废弃，人们将其放弃，建立新城阿尔巴隆迦（Alba Lunga）。后来罗马的建立者罗慕路斯和瑞摩斯就是阿尔巴隆迦王族的后裔。

### 罗马建城

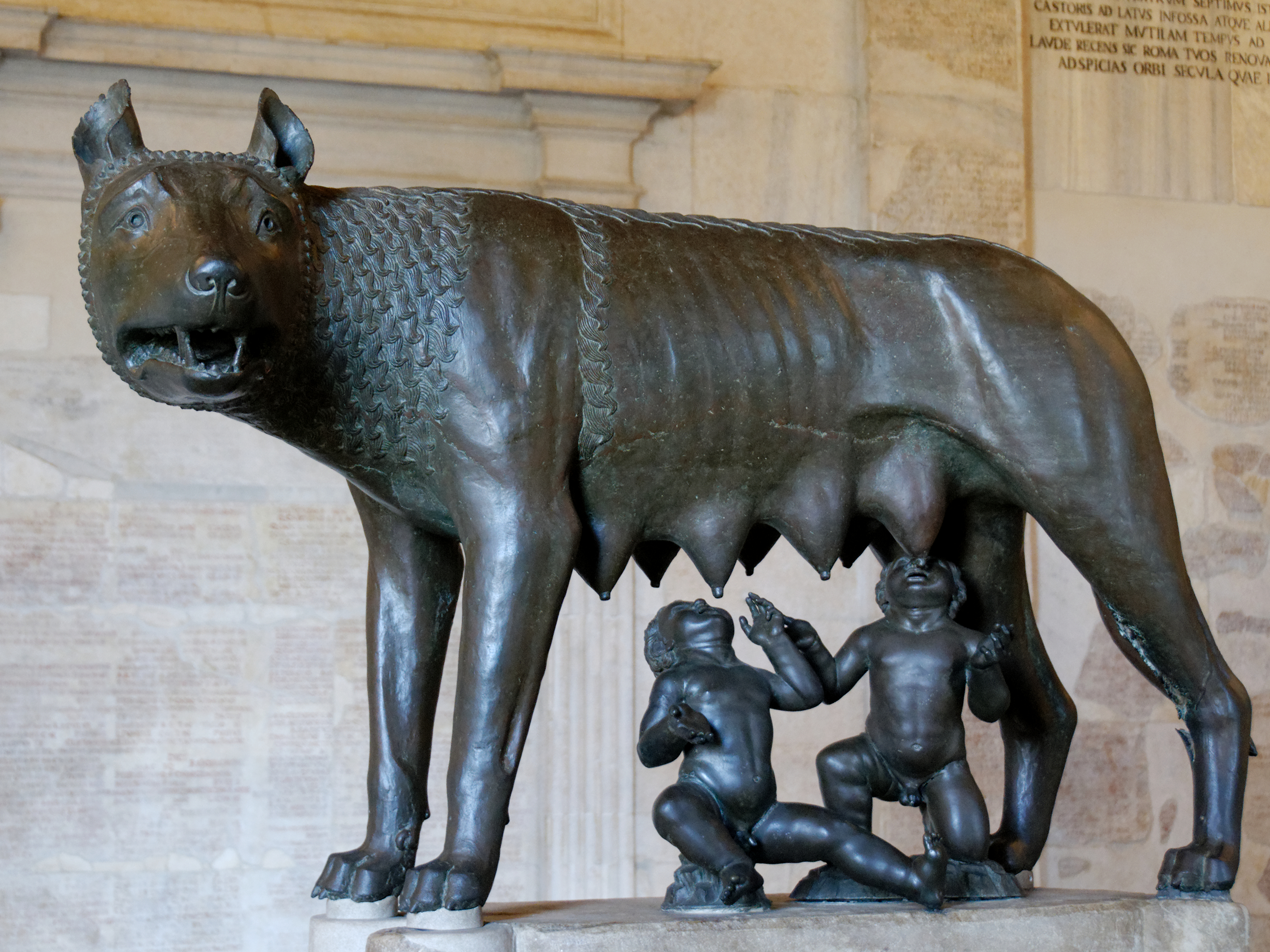
母狼喂养罗穆卢斯和瑞摩斯，罗马市内有多座类似的塑像

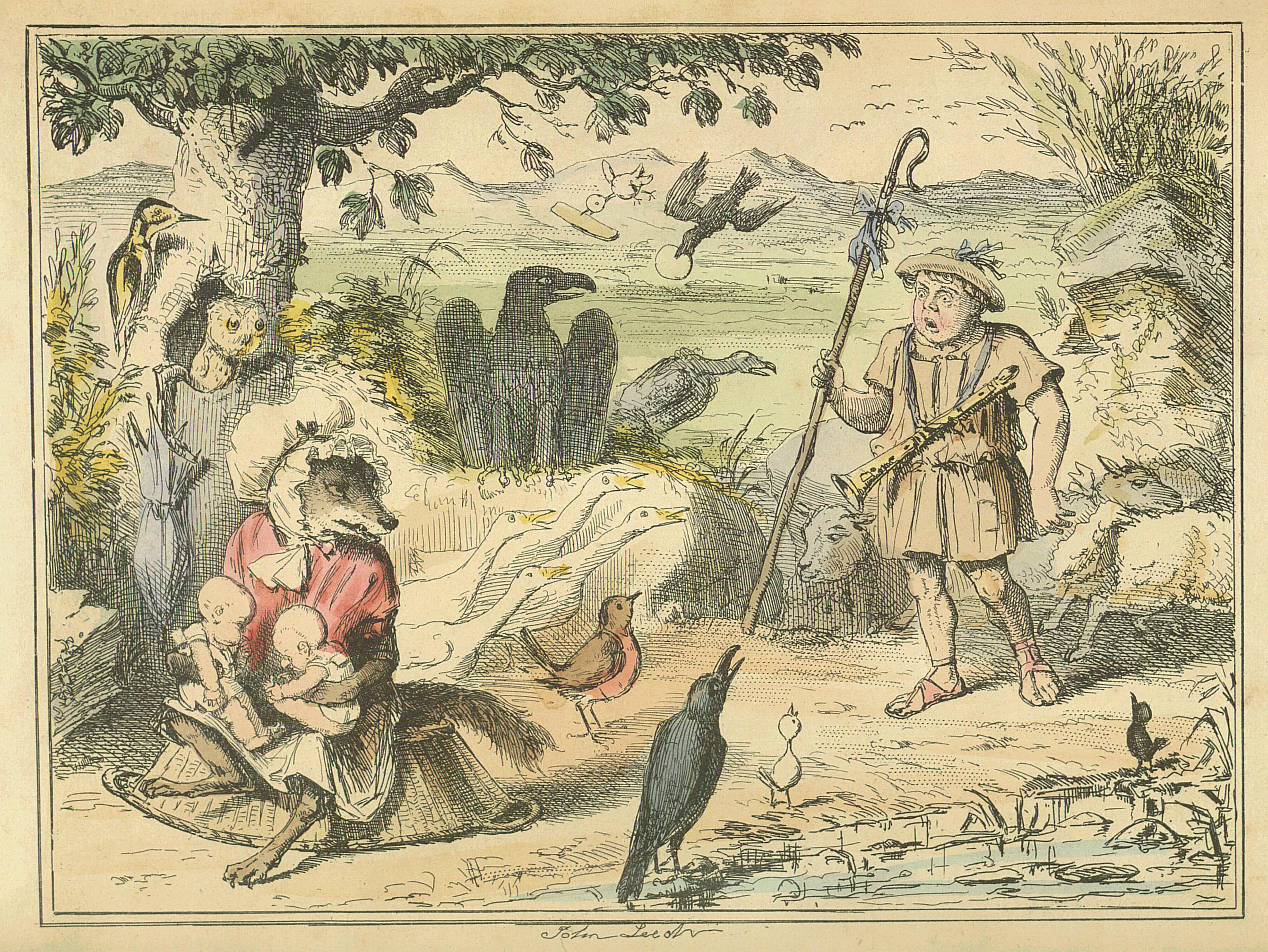
母狼怀抱中的罗穆卢斯和瑞摩斯被牧羊人浮士德勒发现（1850年代的漫画）

根据罗马神话，罗马的建城日是公元前753年4月21日，距今已有2700多年的历史，是由一对被母狼餵哺養大的雙胞胎罗穆卢斯和瑞摩斯建立的，最初建在景色秀丽的七座山丘之上，因此称为“七丘之城”。罗穆卢斯和瑞摩斯是战神玛尔斯和女祭司雷亚·西尔维亚（Rhea Silvia）的双胞胎儿子，因此罗马人有时也自称是“玛尔斯之子”。国王阿穆利乌斯篡夺了罗穆卢斯与瑞摩斯的外祖父的王位，又怕他们长大成人后推翻自己，令人把刚出生的兄弟俩抛弃在台伯河畔，所幸被一头母狼用奶喂养才免于一死。兄弟俩后来被牧羊人浮士德勒从帕拉蒂尼山带回家抚养，长大成人后推翻并处死了阿穆利乌斯，并决定建造一座新城。但是罗穆卢斯和瑞摩斯因为在新城选址问题上起了争执，最后哥哥罗穆卢斯杀死了弟弟瑞摩斯，成了新城市的最高統治者，以自己的名字命名这座城市为“罗马”，并成为第一任国王。羅馬人把這一天作為建城紀念日，至今在羅馬到處都可以見到母狼與這對雙胞胎兄弟的像。
另有一個說法是，羅馬是由早期居住於意大利中部的伊特魯里亞人所建立的，而「羅馬」的含意有兩種可能：一是「河畔之城」，二是源自某個家族的姓氏「盧馬」（Ruma）。
除此之外，关于“罗马”（Roma）一词的来源还有着其他的不同理论，其中一种理论说它来自希腊语（Romē），意思是“英勇”；另一种理论认为词根*rum-是“乳房”的意思，可能是在暗示养育了罗穆卢斯和瑞摩斯的母狼。罗马的建城同时标志着罗马纪元的开始，“罗马纪元”（ab urbe condita，缩写a.u.c.）就是“从罗马建城起”的意思。
根据历史学家的推断，考古学证据支持另一种理论，认为罗马城真正形成城市的形态是在公元前6世纪，是由来自帕拉蒂尼山和后来的古罗马集市广场地区的游牧民族发展而成的，他们在公元前8世纪群居到了现在的罗马城附近，逐渐形成一座城市，进而发展成为罗马王国、罗马共和国和罗马帝国的首都。

### 罗马王政时代（公元前753年－前509年）
羅馬歷史的開端處在羅馬王政時代（羅馬王國，伊特魯里亞時期），一開始只是位於羅馬地區一個微不足道的小鎮，實行非世襲的君主制。歷史學家的推測，羅馬神話中羅馬建城時間和實際上羅馬附近多個分散的居民聚集區的集中時間基本一致。
古羅馬歷史學家蒂托·李維的《羅馬史》，羅馬王國共有7個國王，第一位便是羅馬城的創始人羅穆盧斯。西元前509年羅馬王政時代最後一個伊特魯里亞國王盧修斯·塔克文·蘇佩布因暴政而被羅馬人民驅逐以後，羅馬人民決定不再需要國王，而是改用羅馬元老院、羅馬執政官和羅馬會議三權分立的制度，結束了羅馬王政時代，建立起了共和政體的羅馬共和國。

### 罗马共和国（公元前509年－前27年）

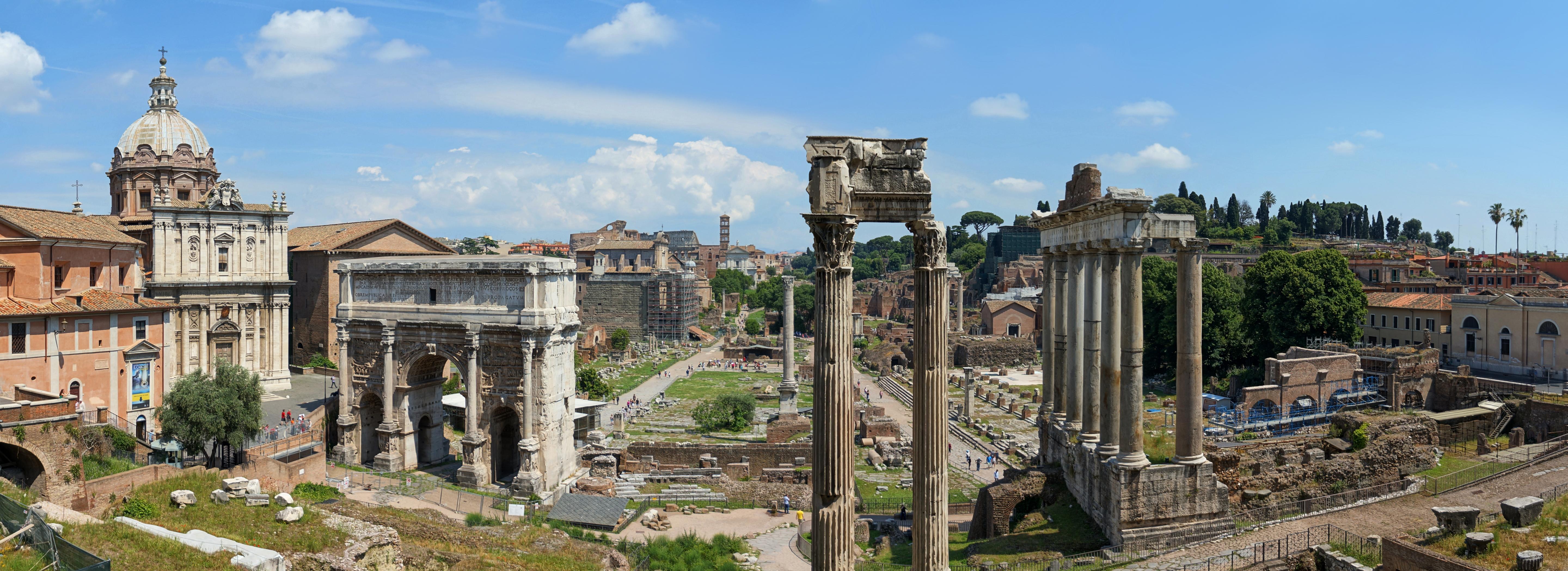
古羅馬廣場遺跡

罗马共和国的最初时期，罗马陷入了平民和贵族之间的长期斗争中，同时罗马也开始同邻邦发生战争，并逐步征服周边地区，最终成为地中海西部的大国。公元前390年，罗马没能击退凯尔特人的侵略。为了保卫疆土，罗马相继建造起了城墙、水渠和亚壁古道。公元前264年至前146年罗马经历先后三次布匿战争彻底击败了来自北非却控制着地中海西部的迦太基，又经过公元前215年至前148年的四次马其顿战争征服了马其顿并控制了整个希腊，又通过叙利亚战争和外交手段控制了西亚的部分地区，罗马发展成为一个横跨非洲、欧洲、亚洲和称霸地中海的大国。
但是在公元前133年至前123年格拉古兄弟改革失敗后，罗马共和国进入了不稳定的时期，并在罗马内战（公元前133年—前30年）时达到高峰。恺撒在成为终身独裁官后施行了一系列的改革，他将古罗马广场扩建，并建造了尤利乌斯广场（帝国议事广场）。公元前44年恺撒被暗杀，公元前27年屋大维大权在握结束罗马共和国，进入罗马帝国时代。

### 罗马帝国（公元前27年－476年）

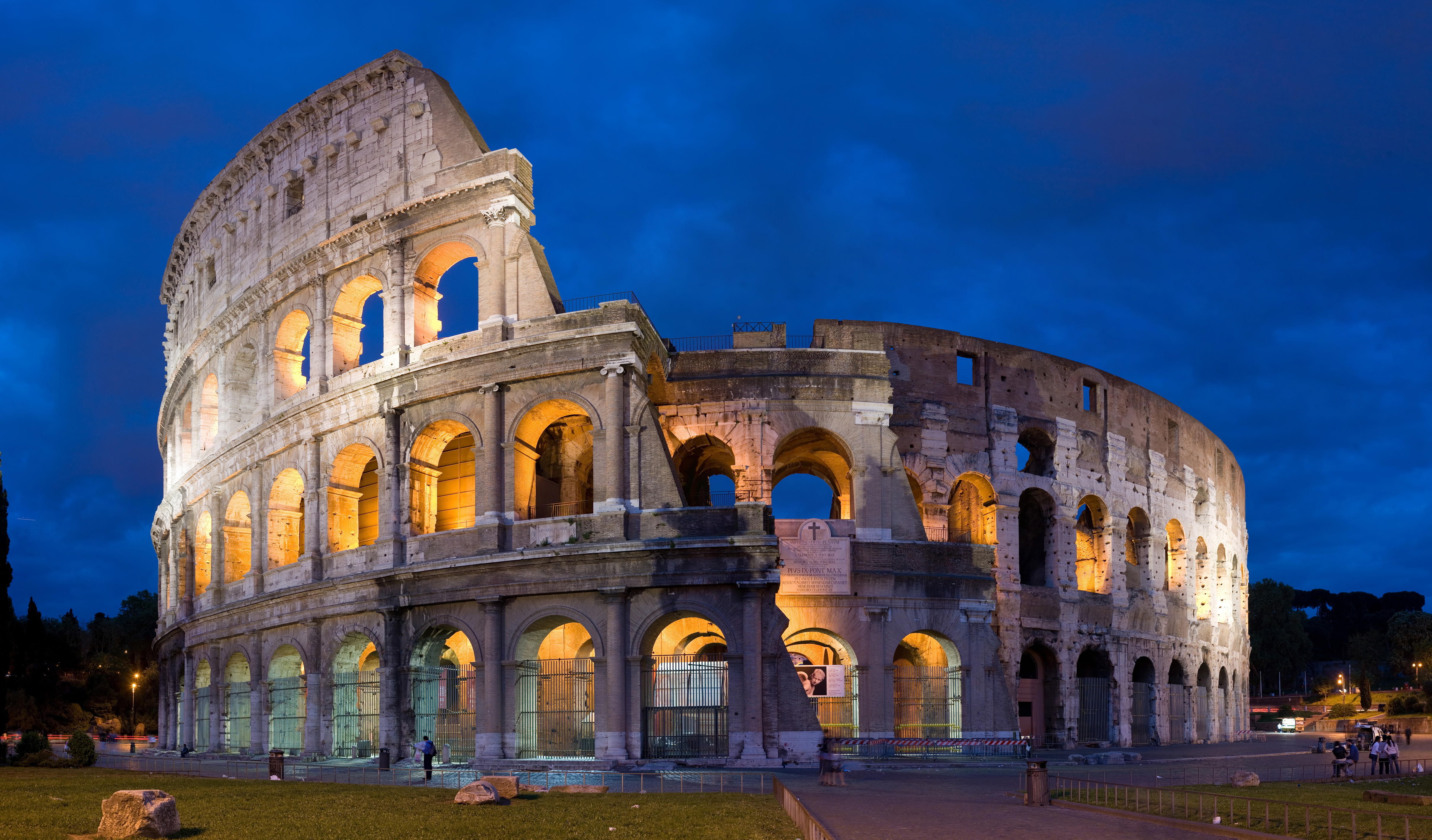
羅馬競技場

之后罗马帝国以罗马城为中心，版图不断扩张，逐渐控制了整个地中海区域。这个成功归根于军事征服和经济优势，以及对邻近文明有选择性地同化，尤其是对伊特鲁里亚和古希腊。罗马人的统治扩张到了几乎整个欧洲和地中海沿岸，公元前1世纪，罗马已经成为一座拥有一百万人口的城市，无论从地理上还是从政治上，都是罗马帝国的中心。当时的罗马已经拥有了一整套有效的给水和排水系统，完整的城市道路网，和有效运作的城市消防和警察系统。尽管如此，屋大维时期大兴土木所建造的建筑在64年尼禄（54年—68年在位）统治下罗马城的一场大火中遭到严重毁坏。
在弗拉维王朝（69年－96年）的统治下，罗马开始了大规模的城市建设，在这一时期建造了一大批著名的建筑，如罗马斗兽场和帝国议事广场的一部分，剩下的一部分由图拉真（98年—117年在位）在2世纪初完成，卡拉卡拉（211年—217年在位）和戴克里先（284年—305年）的公共浴场以及周边的图书馆，成为了罗马生活中的固定内容。这一段时期被认为是罗马帝国最鼎盛的时期，戴克里先执政时期，罗马的人口数达到最高点，但是由于罗马帝国的皇帝热衷于排场，建造越来越宏伟的建筑，如巴西利卡，罗马帝国开始走上了衰败之路。随着君士坦丁大帝在330年建成“新罗马”君士坦丁堡，罗马也逐渐失去它的政治地位。

### 中世纪

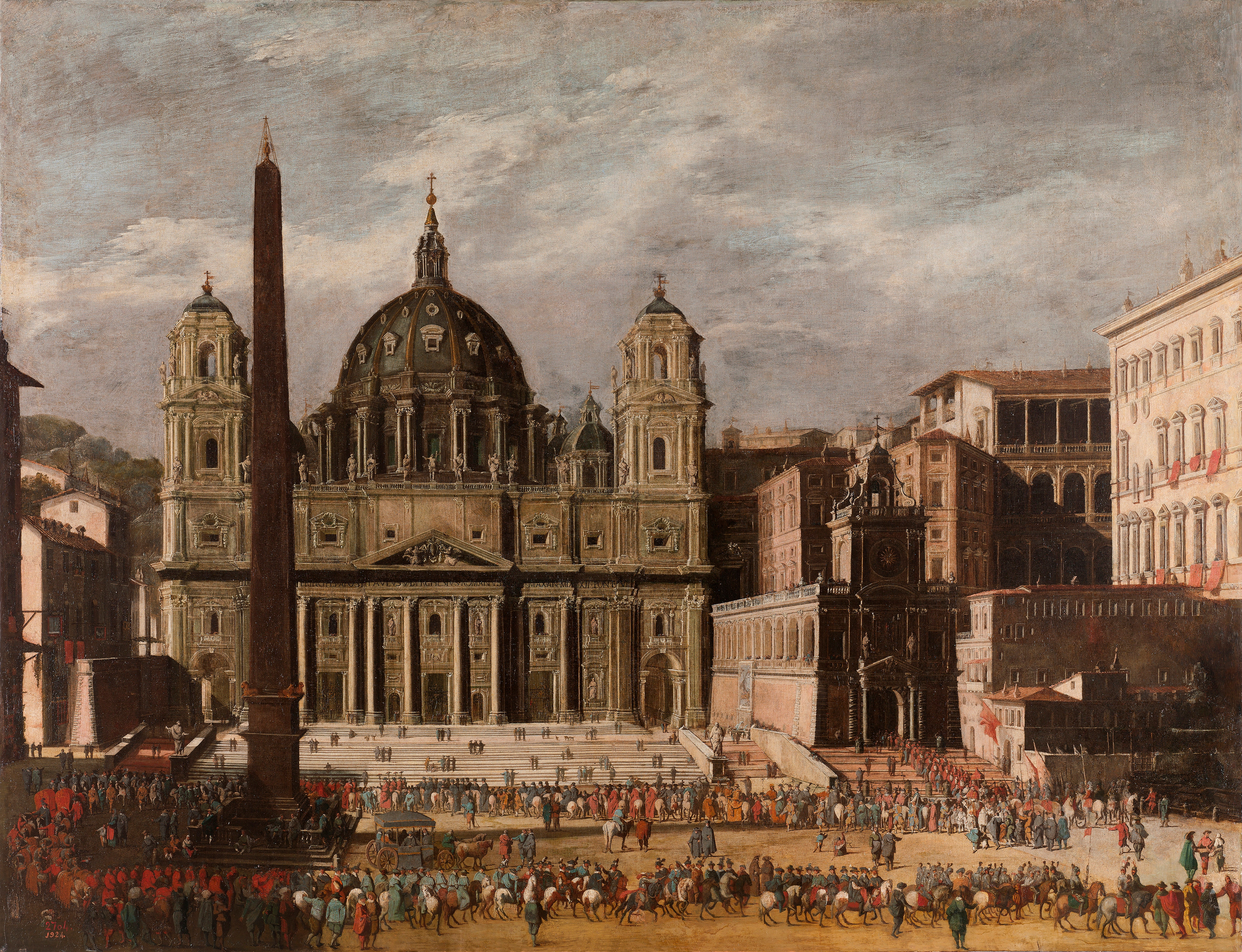
1630年时的圣伯多禄大殿广场

5世纪的欧洲人口大迁移期间，罗马先后遭到西哥特人亚拉里克一世（410年8月）、汪达尔人（455年6月2日）和勃艮第人（472年）的入侵和洗劫。476年西罗马帝国的正式灭亡并没有影响罗马人继续享用着戴克里先浴场和罗马斗兽场，他们依旧过着古罗马式的休闲生活。虽然罗马人口逐年减少（搬迁走了），530年只剩下约10万，但城市的建筑在东哥特人的统治下仍旧保存完好。罗马城真正的灾难是东哥特人同查士丁尼一世统治下的东罗马帝国之间的战争（535年—554年），537年罗马的几乎所有排水管道被彻底摧毁，罗马议会制度被废除，罗马人的正常城市生活在东罗马帝國和哥特人的戰爭中下遭到毁坏，这一时期修建的最后一个著名建筑是608年的佛卡斯圆柱。
罗马虽然从554年起归属了东罗马帝国，但城市管理制度上却受到教宗的很大影响。568年起至11世纪间陆续受到伦巴第人、诺曼人等的入侵和占领，城市范围被局限于台伯河沿岸。在近一千年的时间里，罗马城曾是在西方世界政治上最重要、最富有和最大的城市，即使是在罗马帝国开始衰落和分裂后，在罗马最终失去了首都的地位（330年君士坦丁大帝在位时期）给米兰和拉韦纳后依然如此，罗马的威望超过了东罗马帝国（拜占庭帝国）的首都君士坦丁堡（一直到541年的查士丁尼一世大瘟疫时消灭了估计是当时东罗马帝国的三分之一的人口之前的东罗马帝国君士坦丁堡为止）。
随着早期基督教的崛起，罗马主教在宗教和政治上的作用日趋重要，也就演變成了教宗，罗马也成为了基督教的中心。在410年8月西哥特王国国王亚拉里克一世率军攻陷罗马并大肆洗劫，和476年西罗马帝国灭亡后，罗马交替地被东罗马帝国统治和被日耳曼人劫掠，在中世纪早期人口锐减到了仅仅2万人，昔日繁华的城市变成了大片废墟和杂草间零散可见的几栋住人的楼房。罗马城在名义上成为了东罗马帝国的一部分，一直持续到751年，东罗马帝国的敌人伦巴底人攻打以拉韦纳为中心的东罗马帝国君士坦丁堡礼教区，处死最后一位东罗马帝国礼教区主教。
756年，法兰克王国国王丕平把罗马献给了教宗，赋予教宗对罗马和周边地区的世俗管辖权，创建了教宗國，史称“丕平献土”。这给予了罗马新的政治角色，罗马作为教宗国的首都，一直持续到1870年教宗国被意大利王国吞并。
宗徒聖伯多祿和聖保祿曾在尼禄统治下的64年罗马大火后被害殉道，人们认为他们被一同埋葬在了罗马，虽然历史学家对此存有疑问，但这依旧使得1300年起罗马成为了天主教基督徒朝圣的圣地，是中世纪除耶路撒冷和孔波斯特拉的圣地牙哥外的又一座主要朝圣圣地。罗马在这一时期建造了多座重要的建筑，其中就包括世界最大的教堂，文艺复兴和巴洛克式的圣伯多禄大殿。
教宗良三世在800年12月羅馬加冕查理大帝为查理大帝国第一任皇帝，罗马同时也成为了教宗和神圣罗马帝国争夺的焦点。罗马除了在中世纪的一些短暂时期是独立的城市外，几个世纪中的大部分时间仍旧是教宗国的首都和“圣城”，即使在1309年至1337年聖座从罗马迁移至阿维尼翁时也不例外。1527年神圣罗马帝国查理五世的军队侵入意大利焚掠了罗马城，罗马不再具有政治力量，转而在聖座的支助下成为了文艺复兴时期和巴洛克时代的文化和艺术活动中心，文艺复兴时期和巴洛克时期的罗马建筑以教堂为主，还有众多方尖碑、宫殿和喷泉广场等，这些建筑一直保存到了今天，罗马旧城是罗马城内除梵蒂冈外的另一处世界遗产。

### 17世纪至今

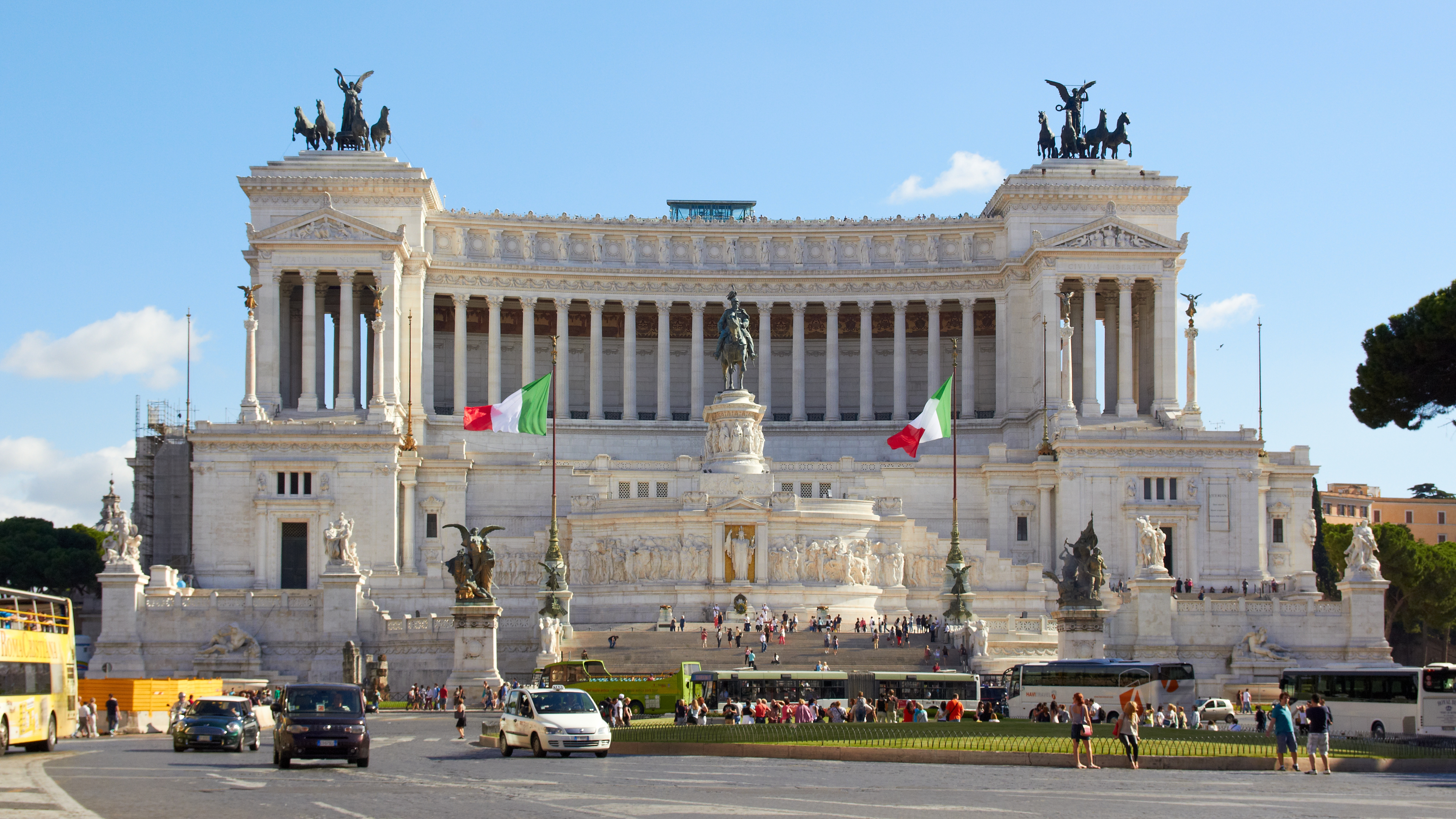
维托里亚诺，意大利统一的象征

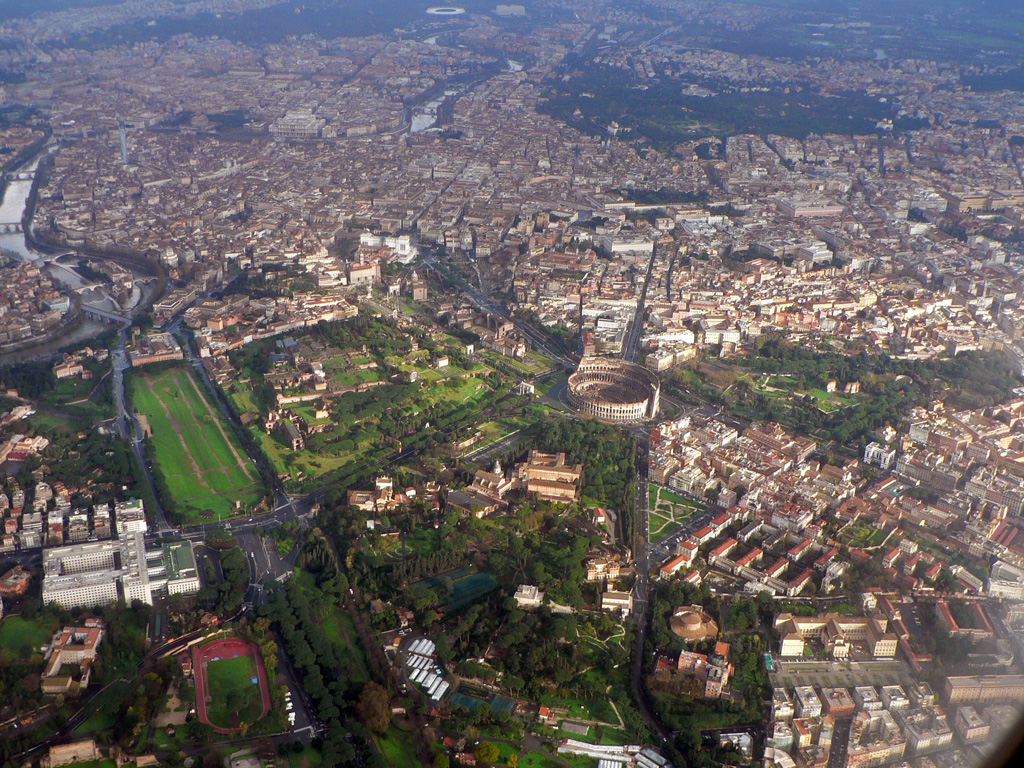
從空中俯瞰羅馬市區（攝於2008年）

位於羅馬阿文提諾大街的聯合國糧農組織總部

17世纪，罗马人口再次大幅增长达到了10万人。但是，因为受到反宗教改革运动的影响，罗马在接下来的几个世纪仍旧落后于欧洲其他国家的首都。19世纪发生了民族主義运动，罗马先后两次得而复失了短暂的独立地位，成为维托里奥·埃马努埃莱二世发起的意大利统一运动的希望焦点。意大利在1870年终于统一并成立意大利王国，罗马在1871年成为意大利王国的首都。1929年墨索里尼代表意大利政府和聖座订立《拉特朗条约》，聖座承认罗马作为意大利国家首都的地位，意大利政府则承认聖座对梵蒂冈范围内的主权。
在赢得第一次世界大战的胜利后，罗马见证了由贝尼托·墨索里尼领导的法西斯党力量的壮大，墨索里尼在1922年10月进驻罗马，标志着墨索里尼的意大利国家法西斯党上台掌权，一个同納粹德國联盟的意大利帝国的诞生。这段时期罗马的人口飞速增长，从意大利统一时的21万2000人增加到了超过100万人，但是这个增长势头止步于意大利加入第二次世界大战，使得罗马受到同盟国的轰炸，在戰爭后期最为嚴重。1943年，意大利投降令纳粹德國占领罗马。墨索里尼被处死和第二次世界大战结束后，1946年的公民投票决定废除君主制，成立了现在的意大利共和国。罗马在意大利战后重建和现代化的过程中，扮演着“意大利经济奇迹”背后的驱动力的角色，1950年代至1960年代初成为“时尚之都”，人口再次增长，直到1980年代中期的280万人，此后由于交通堵塞和城市污染等原因，部分罗马人搬出罗马城到周边地区居住，罗马人口开始缓慢地减少。

## 地理

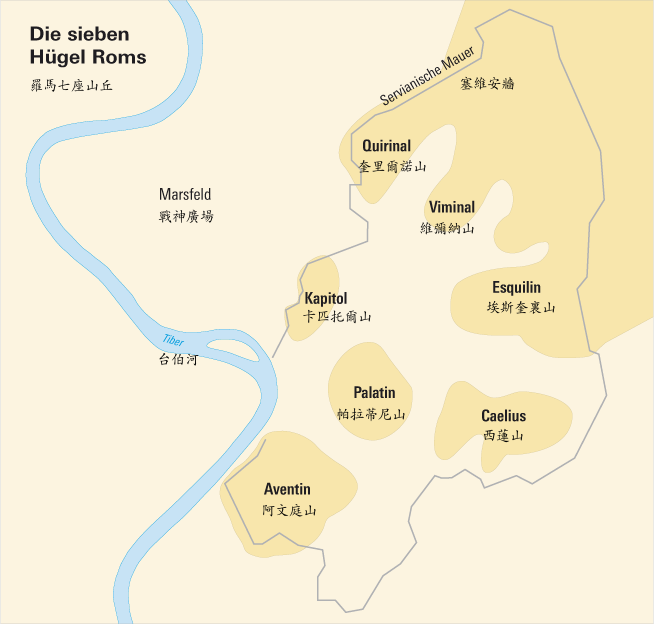
台伯河與七座山丘

罗马位于意大利中部拉齐奥大区的台伯河平原上，台伯河和阿涅内河在罗马城外汇合，罗马地跨在台伯河两岸，东面是阿布鲁佐，东北面是Sabini山脉，南面是Albani山脉。市中心在距离第勒尼安海约24公里的内陆，但城市向西南一直延伸到仅距离海岸5公里处，海拔高度从13米到120米，平均海拔高度37米，市区总面积约1285平方公里。古羅馬中心就是沿着台伯河岸發展起来的，台伯河中有一座船形的島嶼，在河岸邊有七座山丘：帕拉丁山（Palatino）、阿文丁山（Aventino）、卡庇托林山（Campidoglio）、奎利那雷山（Quirinale）、维米那勒山（Viminale）、埃斯奎利诺山（Esquilino）和西里欧山（Celio），罗马因此也被称为“七丘之城”。
罗马省的北部与维泰博省和列蒂省、东部与阿布鲁佐大区的阿奎拉省、南部与弗罗西诺内省和拉蒂纳省接壤。

### 气候
罗马由于地处地中海沿岸，是典型的地中海气候，年平均气温15.5摄氏度，年降水量880毫米。每年4月至6月气候最为怡人；7月和8月是最热和最干燥的季节，平均气温24.5至24.7摄氏度，降水量14至22毫米，8月的日最高气温可以超过32摄氏度，以前的传统是8月份会停止许多商业活动，罗马人习惯在夏日离开炎热的城市出去避暑度假，但这种习俗正在慢慢被改变，整个夏季罗马市仍旧正常运作，以便迎合日益增加的游客需求，和罗马人自己工作习惯的改变；9月中旬至10月是最为晴朗的季节，被称为“罗马的美丽十月天”；10月至12月是最潮湿的季节，降水量可达106至128毫米；12月的平均最高气温约为14摄氏度，1月最寒冷，平均气温为6.9摄氏度。
| 罗马(罗马-菲乌米奇诺机场，1961-1990) | 罗马(罗马-菲乌米奇诺机场，1961-1990) | 罗马(罗马-菲乌米奇诺机场，1961-1990) | 罗马(罗马-菲乌米奇诺机场，1961-1990) | 罗马(罗马-菲乌米奇诺机场，1961-1990) | 罗马(罗马-菲乌米奇诺机场，1961-1990) | 罗马(罗马-菲乌米奇诺机场，1961-1990) | 罗马(罗马-菲乌米奇诺机场，1961-1990) | 罗马(罗马-菲乌米奇诺机场，1961-1990) | 罗马(罗马-菲乌米奇诺机场，1961-1990) | 罗马(罗马-菲乌米奇诺机场，1961-1990) | 罗马(罗马-菲乌米奇诺机场，1961-1990) | 罗马(罗马-菲乌米奇诺机场，1961-1990) | 罗马(罗马-菲乌米奇诺机场，1961-1990) |
| 月份                                 | 1月                                  | 2月                                  | 3月                                  | 4月                                  | 5月                                  | 6月                                  | 7月                                  | 8月                                  | 9月                                  | 10月                                 | 11月                                 | 12月                                 | 全年                                 |
| ------------------------------------ | ------------------------------------ | ------------------------------------ | ------------------------------------ | ------------------------------------ | ------------------------------------ | ------------------------------------ | ------------------------------------ | ------------------------------------ | ------------------------------------ | ------------------------------------ | ------------------------------------ | ------------------------------------ | ------------------------------------ |
| 历史最高温 °C（°F）                  | 20.2 (68.4)                          | 23.6 (74.5)                          | 27.0 (80.6)                          | 28.3 (82.9)                          | 33.1 (91.6)                          | 36.8 (98.2)                          | 40.0 (104.0)                         | 39.6 (103.3)                         | 37.6 (99.7)                          | 31.4 (88.5)                          | 26.0 (78.8)                          | 22.8 (73.0)                          | 40.0 (104.0)                         |
| 平均高温 °C（°F）                    | 12.6 (54.7)                          | 14.0 (57.2)                          | 16.5 (61.7)                          | 18.9 (66.0)                          | 23.9 (75.0)                          | 28.1 (82.6)                          | 31.5 (88.7)                          | 31.7 (89.1)                          | 27.5 (81.5)                          | 22.4 (72.3)                          | 16.5 (61.7)                          | 13.2 (55.8)                          | 21.4 (70.5)                          |
| 日均气温 °C（°F）                    | 7.4 (45.3)                           | 8.4 (47.1)                           | 10.4 (50.7)                          | 12.9 (55.2)                          | 17.3 (63.1)                          | 21.2 (70.2)                          | 24.2 (75.6)                          | 24.5 (76.1)                          | 20.9 (69.6)                          | 16.4 (61.5)                          | 11.2 (52.2)                          | 8.2 (46.8)                           | 15.3 (59.5)                          |
| 平均低温 °C（°F）                    | 2.1 (35.8)                           | 2.7 (36.9)                           | 4.3 (39.7)                           | 6.8 (44.2)                           | 10.8 (51.4)                          | 14.3 (57.7)                          | 16.9 (62.4)                          | 17.3 (63.1)                          | 14.3 (57.7)                          | 10.5 (50.9)                          | 5.8 (42.4)                           | 3.1 (37.6)                           | 9.1 (48.4)                           |
| 历史最低温 °C（°F）                  | −9.8 (14.4)                          | −6.0 (21.2)                          | −9.0 (15.8)                          | −2.5 (27.5)                          | 3.7 (38.7)                           | 6.2 (43.2)                           | 9.8 (49.6)                           | 8.6 (47.5)                           | 5.4 (41.7)                           | 0.0 (32.0)                           | −7.2 (19.0)                          | −5.4 (22.3)                          | −9.8 (14.4)                          |
| 平均降水量 mm（）                    | 69.5 (2.74)                          | 75.8 (2.98)                          | 59.0 (2.32)                          | 76.2 (3.00)                          | 49.1 (1.93)                          | 40.7 (1.60)                          | 21.0 (0.83)                          | 34.1 (1.34)                          | 71.8 (2.83)                          | 107.0 (4.21)                         | 109.9 (4.33)                         | 84.4 (3.32)                          | 798.5 (31.44)                        |
| 平均降水天数（≥ 1 mm）               | 7.6                                  | 7.4                                  | 7.8                                  | 8.8                                  | 5.6                                  | 4.1                                  | 2.3                                  | 3.2                                  | 5.6                                  | 7.7                                  | 9.1                                  | 8.5                                  | 77.7                                 |
| 月均日照時數                         | 120.9                                | 132.8                                | 167.4                                | 201.0                                | 263.5                                | 285.0                                | 331.7                                | 297.6                                | 237.0                                | 195.3                                | 129.0                                | 111.6                                | 2,473                                |
| 来源：意大利氣象局(1971–2000)        |                                      |                                      |                                      |                                      |                                      |                                      |                                      |                                      |                                      |                                      |                                      |                                      |                                      |

## 政治
罗马是意大利的首都，是意大利国家元首即意大利总统的驻地，总统官邸设在奎里纳爾宫；罗马也是意大利议会、意大利总理和政府部长的驻地。
许多国际企业和组织将总部设在罗马，比如联合国粮食及农业组织、国际农业发展基金、联合国世界粮食理事会和联合国世界粮食计划署等。

## 行政区划
罗马包括116 个非行政单位，又分为四组：

罗马分区地图:
rioni (老城分区)
quartieri (新城分区)
suburbi (郊区分区)
zone dell'Agro romano (乡村分区)

- 22 个老城分区（rioni）位于老城内，除普拉蒂和博尔戈外，大部分位于奥勒良城墙内；
- 35 个新城分区（quartieri）位于老城外， 奥勒良城墙外；
- 6个郊区分区（suburbi）位于城市郊区；
- 53个乡村分区（zone）。

## 经济

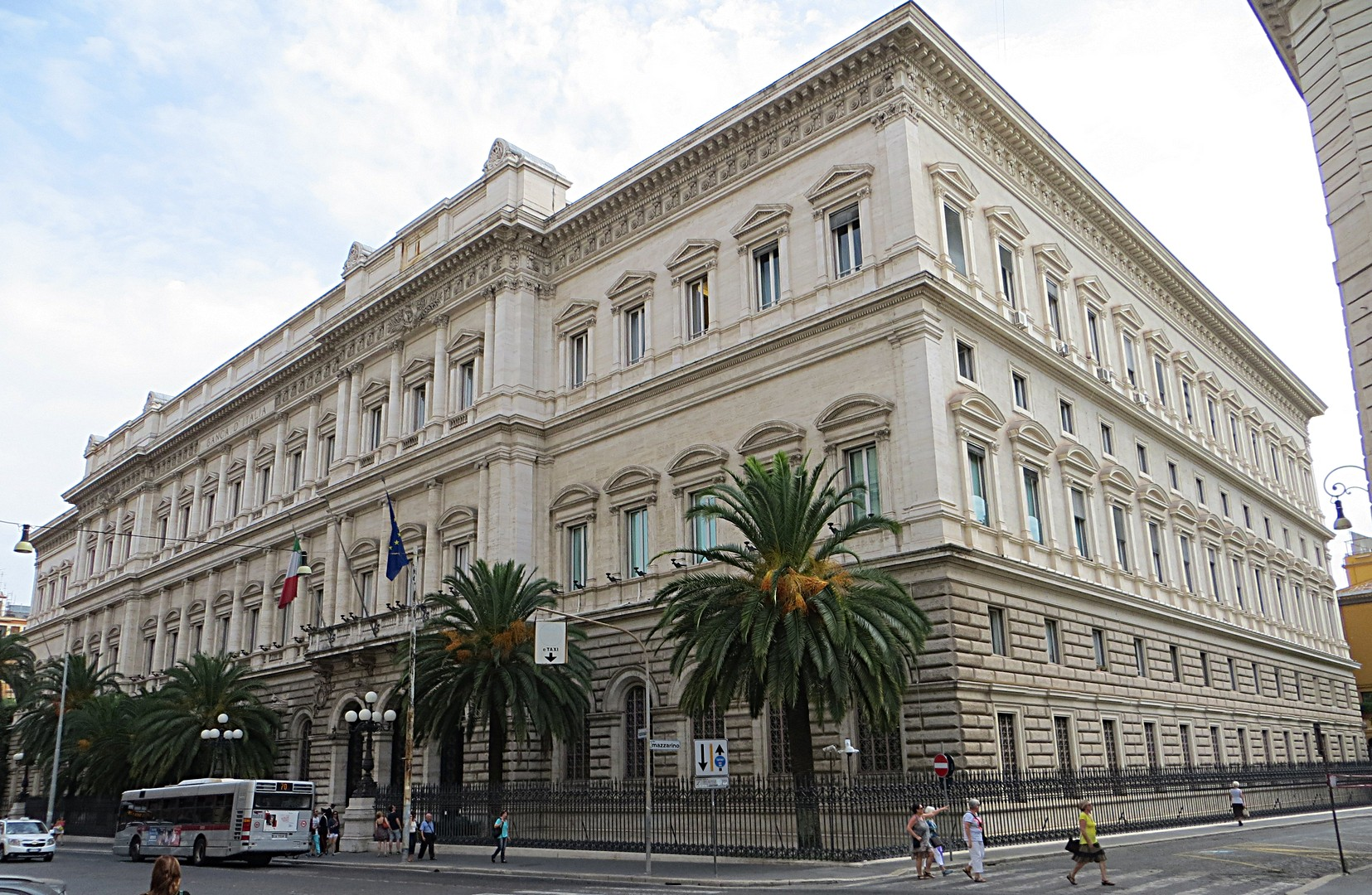
位于 Via Nazionale 的意大利银行总部

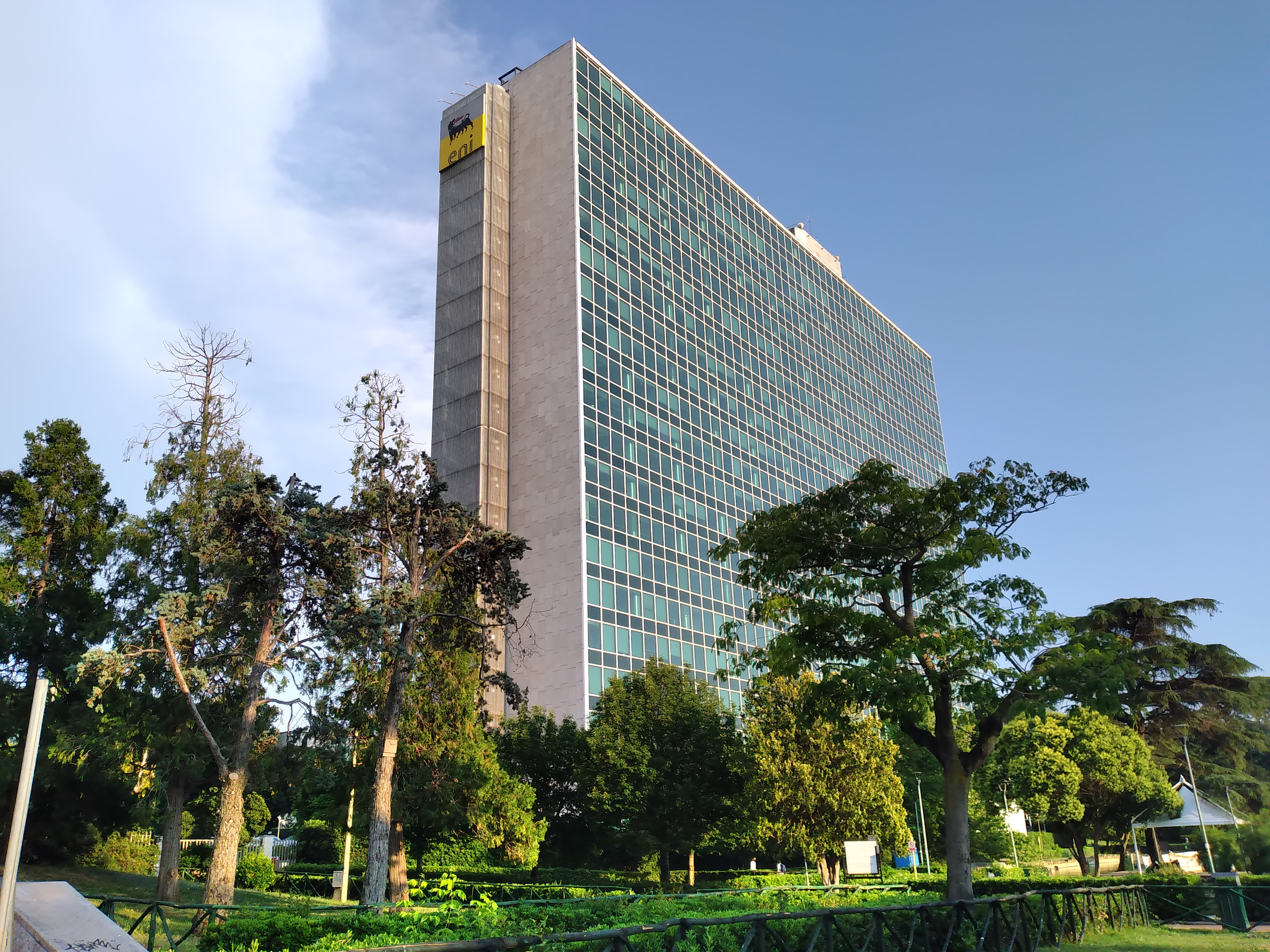
埃尼总部，被认为是世界“石油巨头”之一

自从第二次世界大战以后，罗马的经济增长超过了它的国内对手那不勒斯和米兰，成为意大利最重要的经济中心之一。罗马的GDP在意大利各城市中僅次於北部的米蘭位居第二位，占意大利全国GDP的6.7%，并以每年4.4%的速度继续增长，这在整个意大利也处在前列。
如今的罗马拥有多样化而且充满活力的经济，包括公共事業、旅游业、服务业、科研、通信和个体经商业。旅游业是罗马的支柱产业之一，市内的众多博物馆包括梵蒂冈博物馆、博爾蓋塞美術館、卡比托利欧博物馆等。作为一个工业城市，罗马的工业产业集中在传统的纺织品和旅游纪念品，以及食品、医药、机械、造纸和冶金等新兴的行业。罗马同时也是银行业、电子工程工业和航空业中心。

### 贸易
罗马也是意大利多數國際大企業的總部所在地。如埃尼，意大利郵政，意大利國家電力公司，意大利航空，義大利電信，意大利國家鐵路，新旅客交通， 李奧納多，意大利國家勞工銀行，意大利广播电视公司等。罗马主要的商業區為EUR區。罗马商會是意大利第一大商會。

### 电影
罗马凭借良好的气候条件和保存完整的历史建筑，成为影视业的重要基地，经常成为电影的拍摄地和场景地，如《不设防城市》（罗伯托·罗塞里尼导演，1945年）、《罗马假日》（威廉·惠勒导演，葛雷哥莱·毕克与奥黛丽·赫本主演，1953年）、《平民天后》（希拉里·杜芙主演，2003年）、《碟中諜7》、《速度与激情10》等。

### 時尚

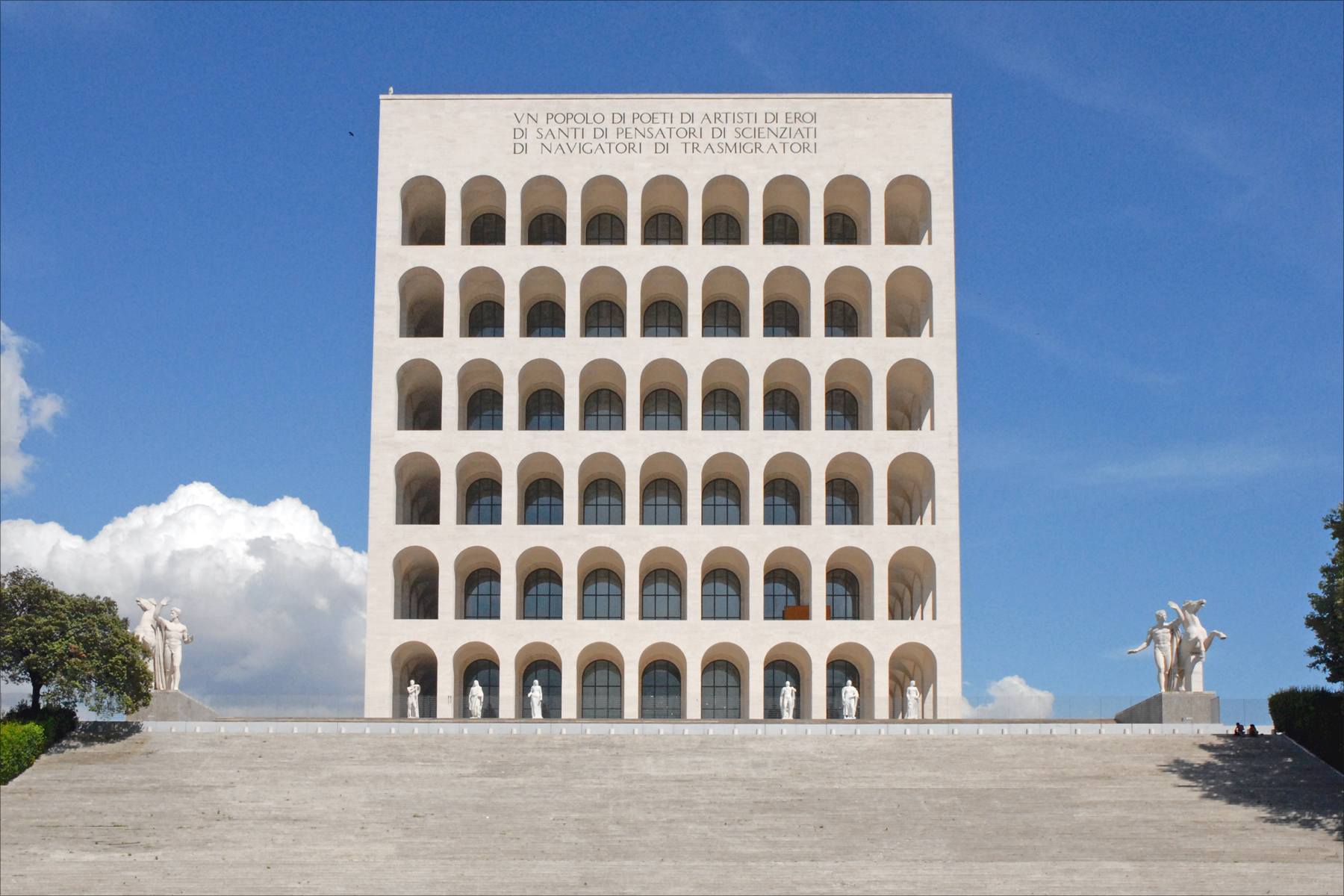
芬迪總部意大利文化宮

羅馬是一個重要的紡織業和時尚中心，許多著名的時裝品牌在羅馬誕生或以羅馬為總部。如华伦天奴、寶格麗、芬迪、Laura Biagiotti、布里奥尼和Renato Balestra等。
孔多蒂街 (Via dei Condotti) 是欧洲最昂贵的街道之一，与西班牙階梯 (Piazza di Spagna) 一起构成了罗马的主要豪华区。

## 文化

### 宗教
像意大利其他地方一样，罗马的主要宗教是天主教。全球天主教會的中樞梵蒂岡即位於羅馬市中心的西部，教宗平時主持禮儀所在的聖伯多祿大殿亦位於梵蒂岡，但罗马教區的主教座堂是位于市中心东南侧的圣若望拉特朗大殿。在罗马共计大约有900座教堂，除了主教座堂，其他最著名的教堂还包括：圣母大殿、城外圣保禄大殿、圣格来孟大殿、四泉圣嘉禄堂和耶稣教堂。在城市的地下还有古老的殉道者墓窟。许多非常重要的宗教教育机构也设在罗马，如宗座拉特朗大学、宗座圣经学院、宗座额我略大学和宗座东方学院。由於全球天主教會的管理機構大都位於梵蒂岡以及羅馬市內，使羅馬如同天主教會在世上的首都，因而在華人天主教人士中另有「聖京」之稱號。

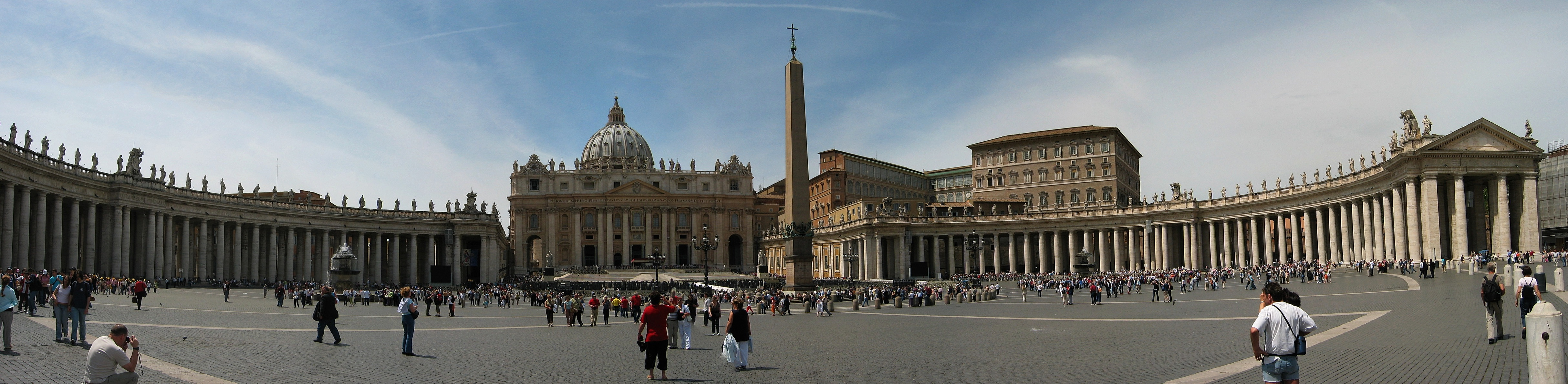
梵蒂冈的圣伯多禄广场及聖伯多祿大殿

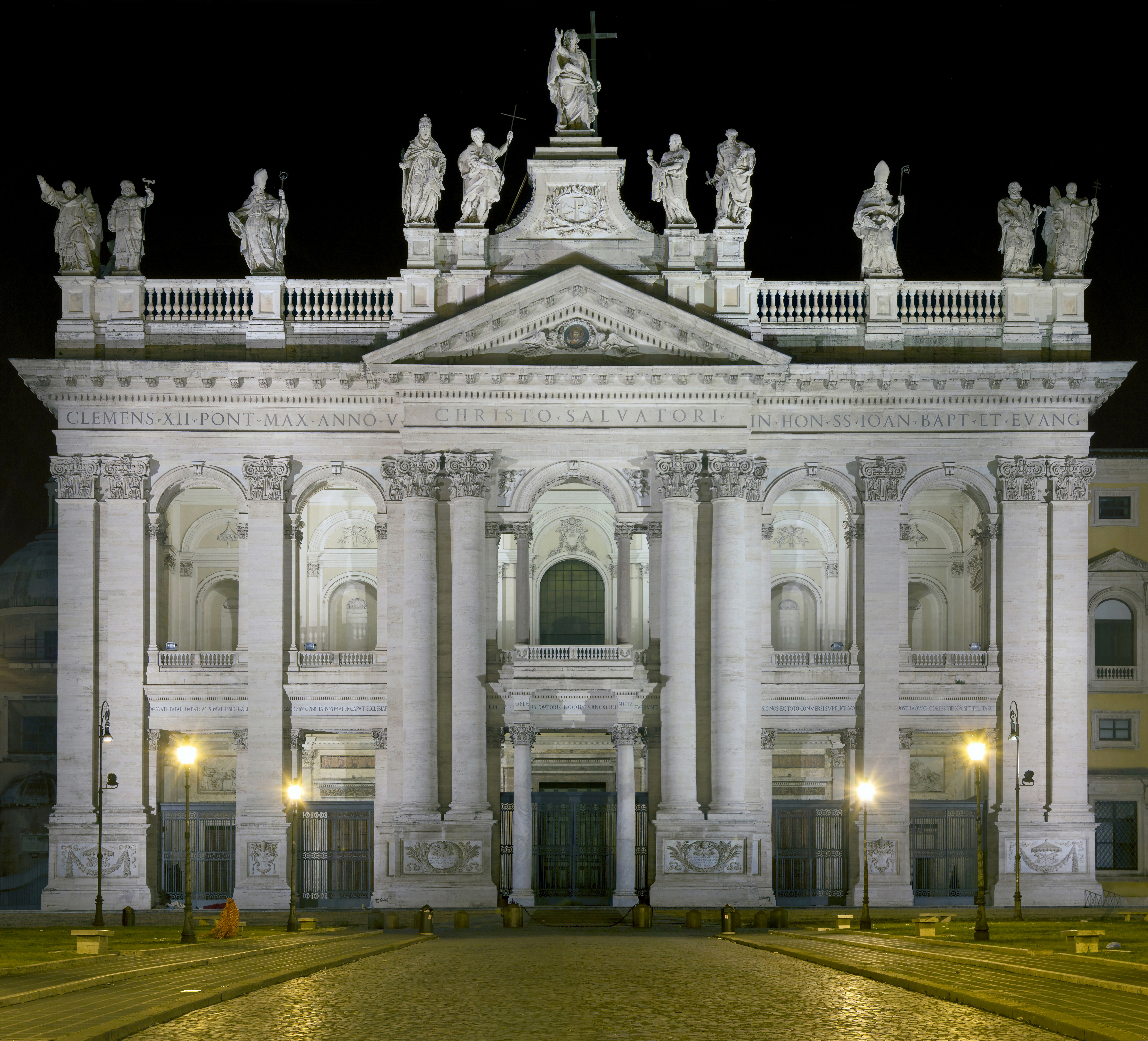
罗马的主教座堂：拉特朗圣若望大殿

梵蒂岡雖然位於羅馬市中心，但並非義大利領土，而是屬於天主教會的最高領導機構——聖座所建立的梵蒂岡城國。其领土是“梵蒂冈山坡”（Mons Vaticanus）和邻近的昔日的梵蒂冈原野的一部分，那里有圣伯多禄大殿、宗座宫殿、西斯汀小堂、博物馆，以及其他各种建筑。在1929年以前，这一地区属于罗马的博爾戈區。这一地区位于台伯河西岸，与市中心隔开，是教宗良四世修筑保护罗马的城墙的突出部分，后来教宗保禄三世、庇护四世和乌尔巴諾八世扩建了目前的城墙。義大利與聖座在1929年簽訂的《拉特朗条约》赋予梵蒂岡目前的治權状态，其领土的边界大部分由围墙环绕，但是也有一部分边境没有围墙，而是由一排建筑物构成。
梵蒂冈领土還包括圣伯多禄广场，以广场边缘的一条白线标志与意大利领土的边界，白線的另一側為庇护十二世广场（Piazza Pio XII）。到达圣伯多禄广场及庇护十二世广场，需要经过从台伯河延伸到此的协和大道，这条大道在《拉特朗条约》缔结后由時任意大利首相墨索里尼下令兴建。根据《拉特朗条约》，位于意大利领土内的某些聖座产业，特别是甘多尔福堡（教宗夏日别墅）和羅馬市內的特级宗座圣殿，都享有类似于外国使馆的治外法权地位。

### 建筑和旅游

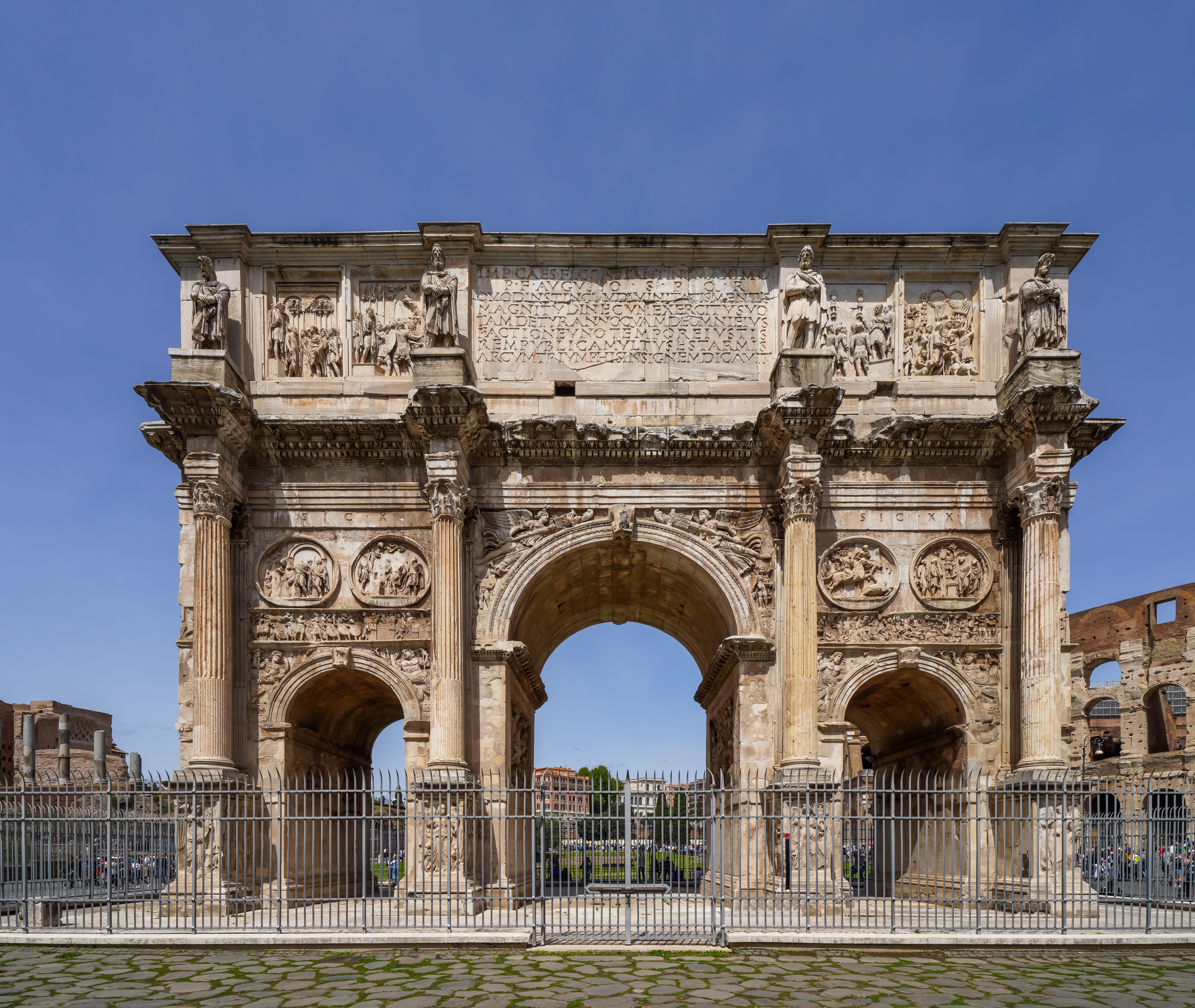
君士坦丁凱旋門

罗马市作为欧洲最大的文化城市之一，拥有伊特鲁里亚时代至今不计其数的历史遗迹，是伊特鲁里亚时代王朝和罗马早期至晚期的历史见证，罗马帝国同样也给这座城市留下了无数珍贵的历史财富。
罗马是天主教會的中心，天主教建筑遍布整个城市，最重要和最中心的是罗马的城中之国梵蒂冈。全世界最大的教堂聖伯多祿大殿与容纳教会历代收藏的梵蒂冈博物馆位于其中。市中心东南侧的圣若望拉特朗大殿是教宗的主教座堂。西斯汀小堂紧邻圣伯多禄大殿，以米开朗基罗所绘《创世纪》穹顶画，及壁画《最后的审判》而闻名。此外，现在这裡也是教宗选举秘密會議的举行处。罗马的其他教堂，修道院也大都建筑雄伟，藏有历代重要圣物和价值连城的艺术品。

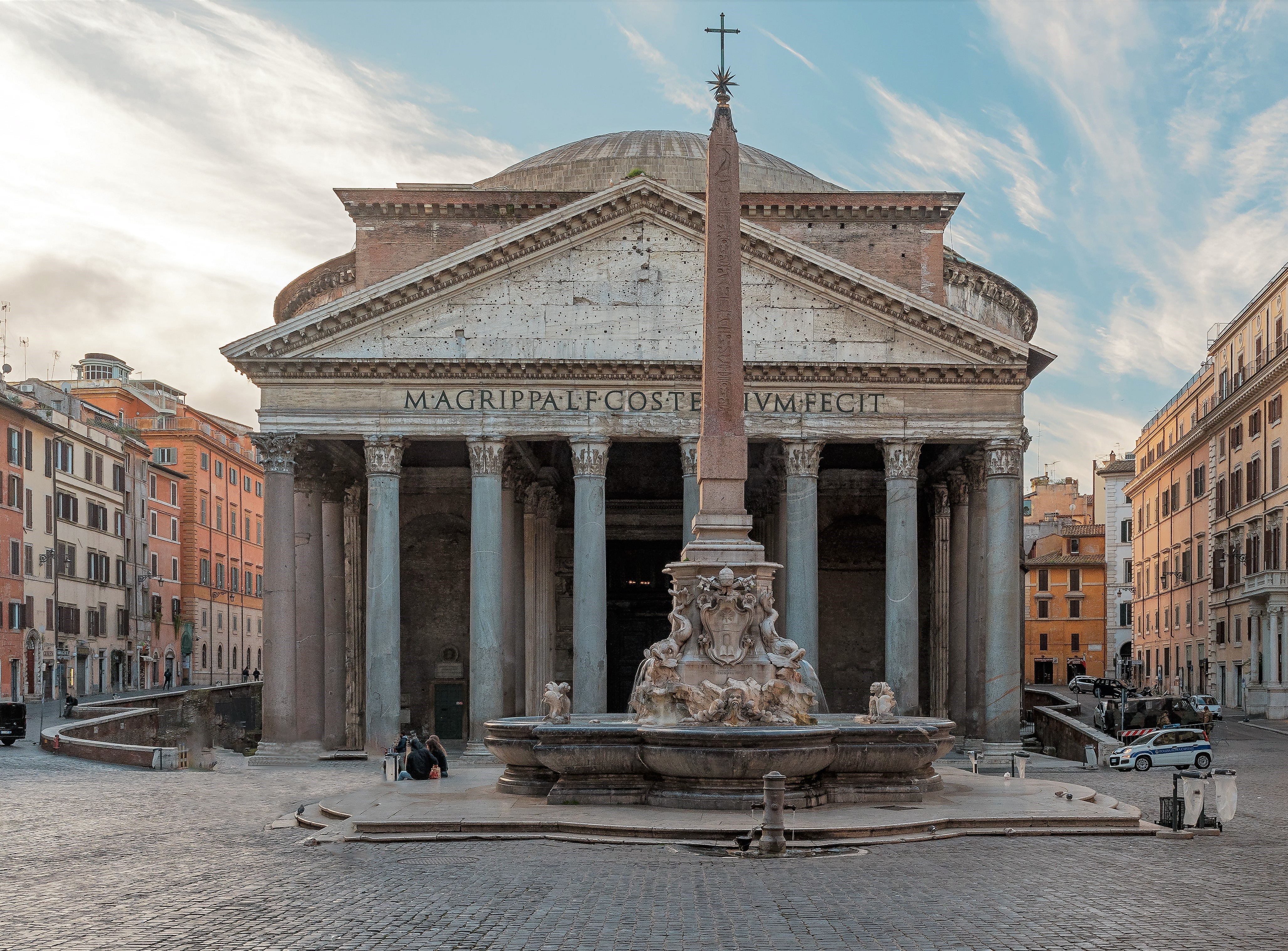
萬神殿

万神殿是前27年的羅馬共和國時期，屋大维的副手阿格裡帕為了紀念打敗安東尼和「埃及豔后」克利奧帕特拉而建造的。這座廟宇在80年被大火焚毀，直到公元125年由哈德良皇帝下令重建。609年拜占庭皇帝將萬神廟獻給教宗波尼法爵四世，後者將它更名為「聖母與諸殉道者教堂」（Santa Maria ad Martyres），這也是今天萬神殿的正式名稱。萬神殿至今還是一個天主堂，這裡會定期舉行彌撒以及婚禮慶典，同時也是世界各國觀光客們競相參觀的地方。

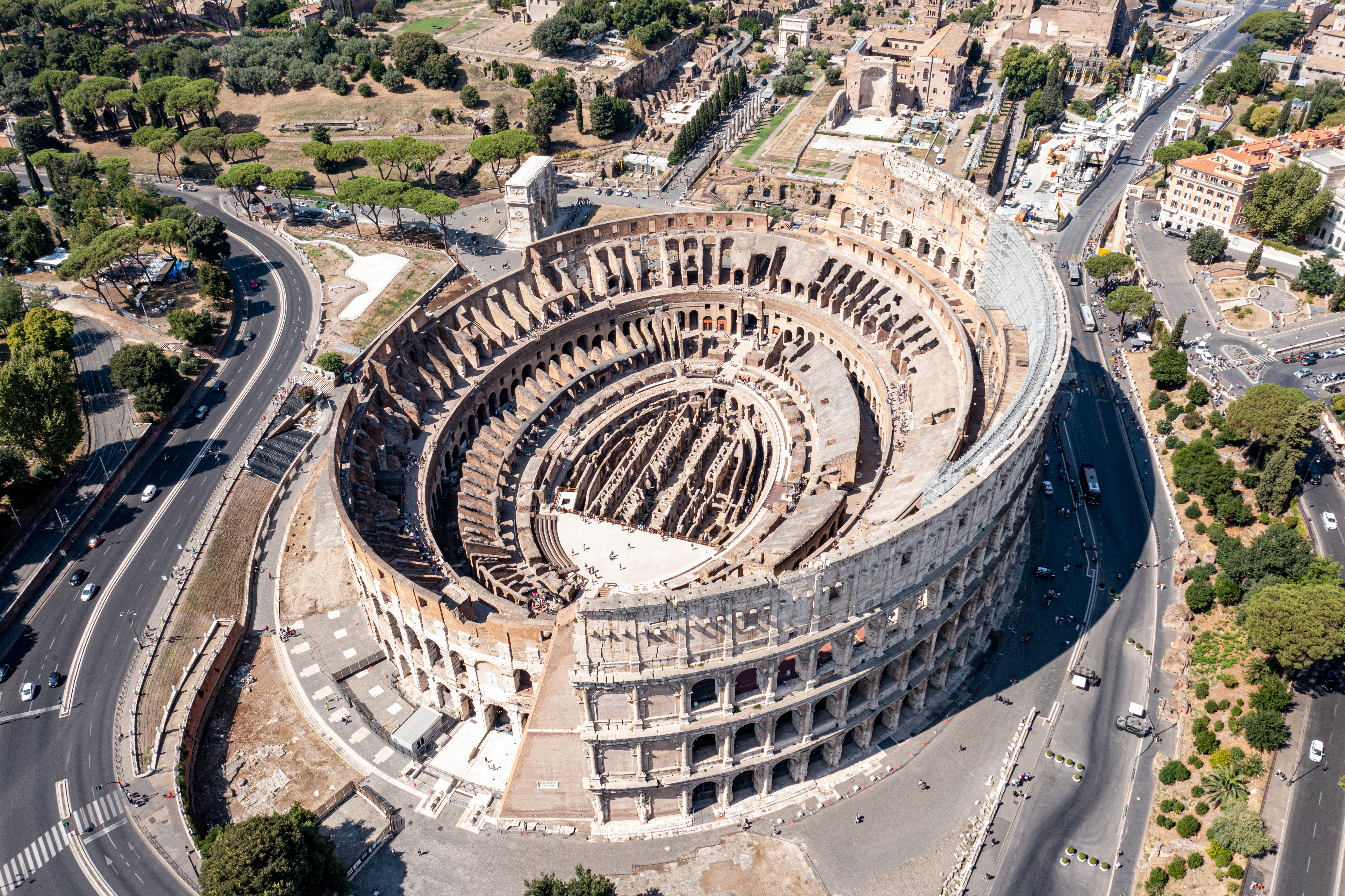
罗马斗兽场鸟瞰图

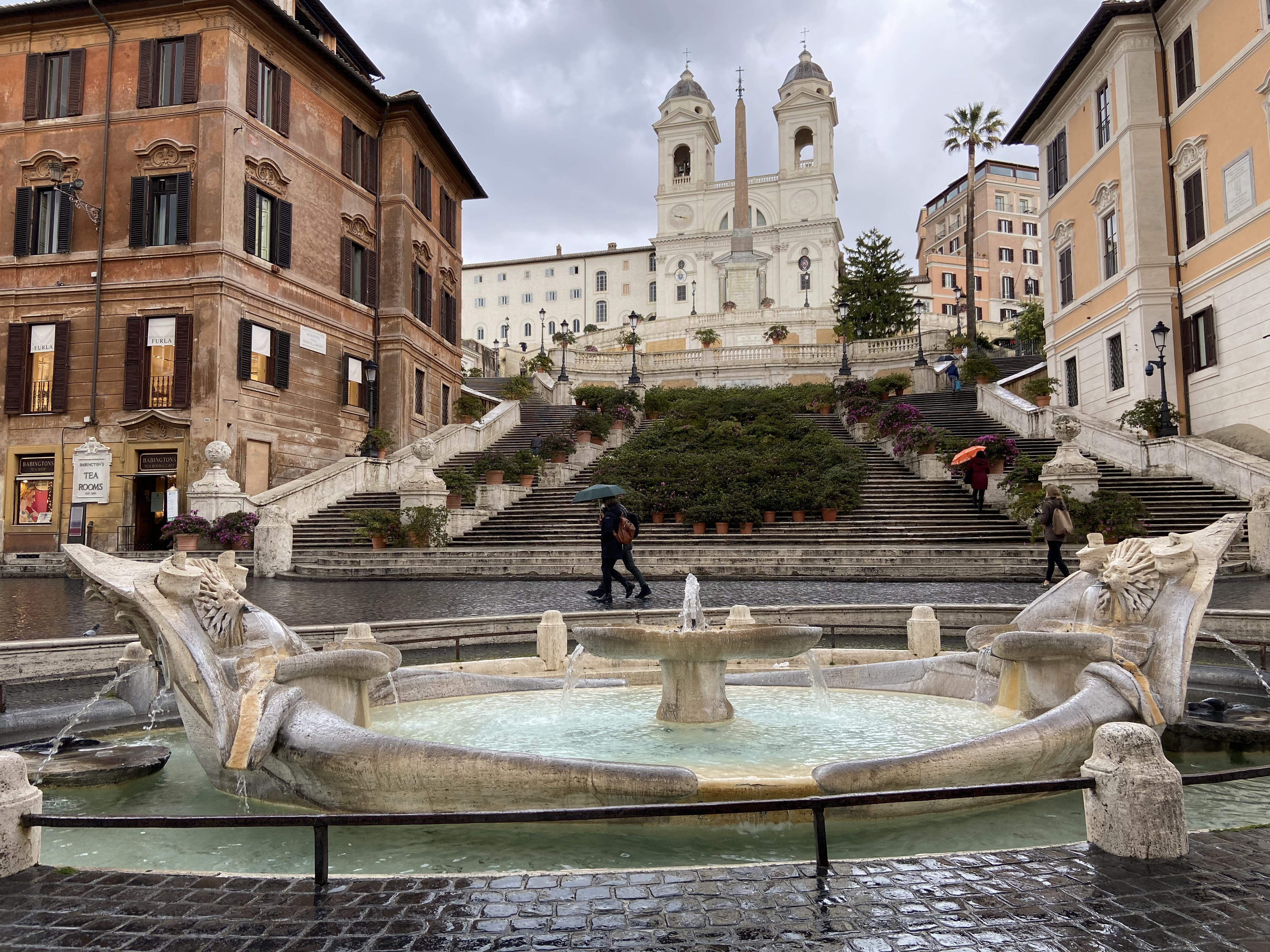
西班牙廣場 (羅馬)

羅馬競技場由皇帝下令興建，於80年建成大圓形的競技場。當時稱能容納5萬人在這裡觀賞猛獸與鬥獸士或者鬥獸士之間凄慘悲壯的角鬥，中場休息時間則安排處死人犯，而這樣殘忍的大眾娛樂活動到523年才被完全禁止，最後共約有七十萬人死於競技場。442年和508年發生的兩次強烈地震對競技場結構本身造成了嚴重的損壞，加上15世紀時教廷為了建造教堂和樞密院，拆除了競技場的部分石料，所以形成現在殘缺的模樣。
古羅馬廣場曾是古代罗马城政治、经济、文化和宗教生活的中心，罗马城和罗马帝国政治权力的中心，是世界最古老的一座议事广场，反映了整个罗马历史的面貌；帝国议事广场是罗马论坛的一系列扩展建筑，建成于罗马共和国末期和罗马帝国早期，君士坦丁凱旋門位于其间。马克森提乌斯和君士坦丁巴西利卡是古罗马广场上最大的建筑物，位于广场北侧，由皇帝马克森提乌斯始建于308年，312年由君士坦丁一世完成于米里维桥战役击败马克森提乌斯之后。
帕拉蒂尼山是羅馬七座山丘中位處中央的一座，其為現代義大利羅馬市裡所保存的最古老的地區之一。其高約40多米，在山頂上往下望，一側為古羅馬廣場，另一側為馬克西穆斯競技場。
馬克西穆斯競技場（Circus Maximus，意為「大競技場」）是羅馬共和時期第一座競技場，也是最大的一座。馬克西穆斯競技場長621公尺（2,037英尺），寬118公尺（387英尺），可容納300000觀眾。競技場大部分建築已被拆毀，僅有東端一小段看台地基殘留。

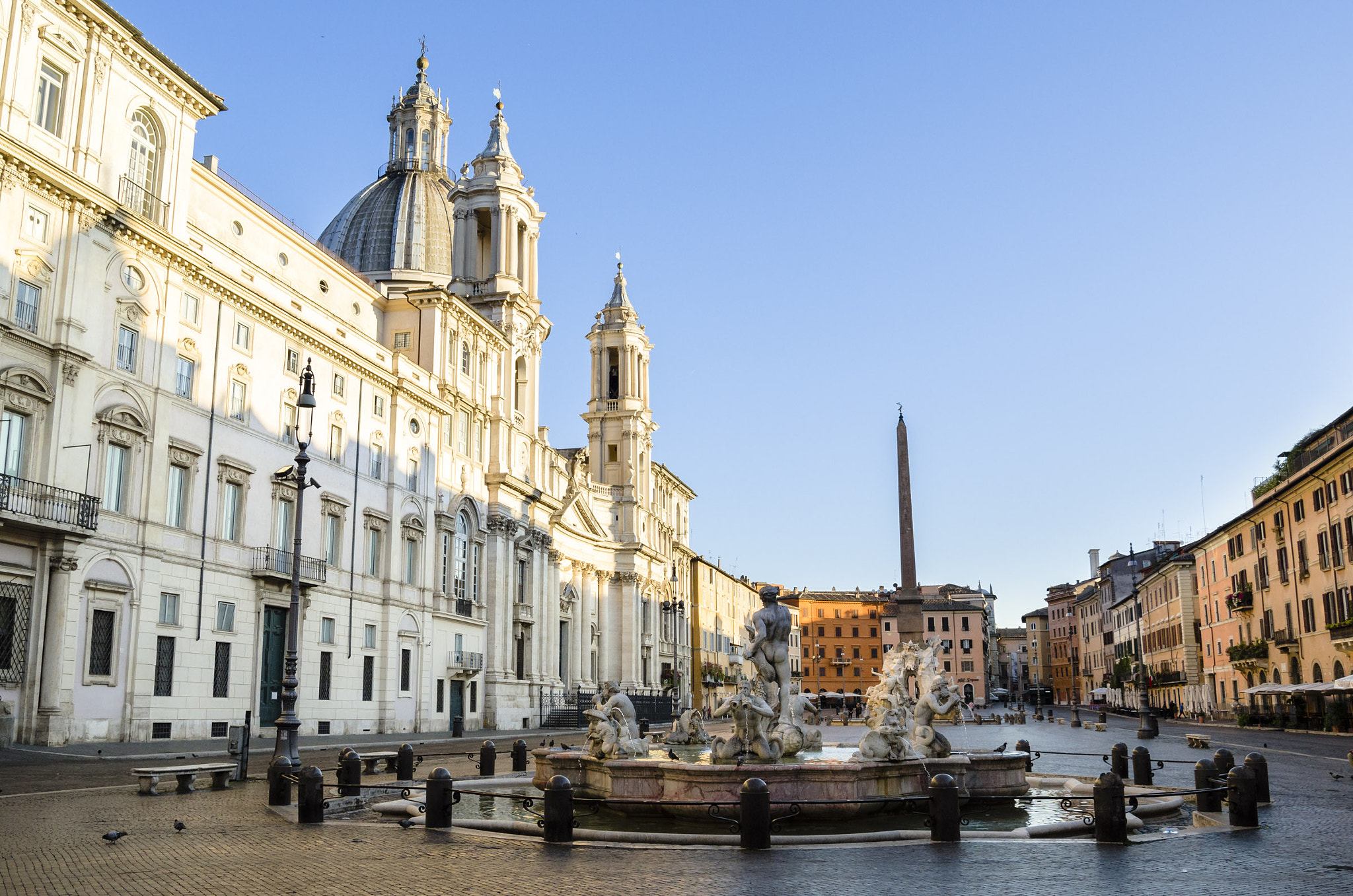
纳沃纳广场

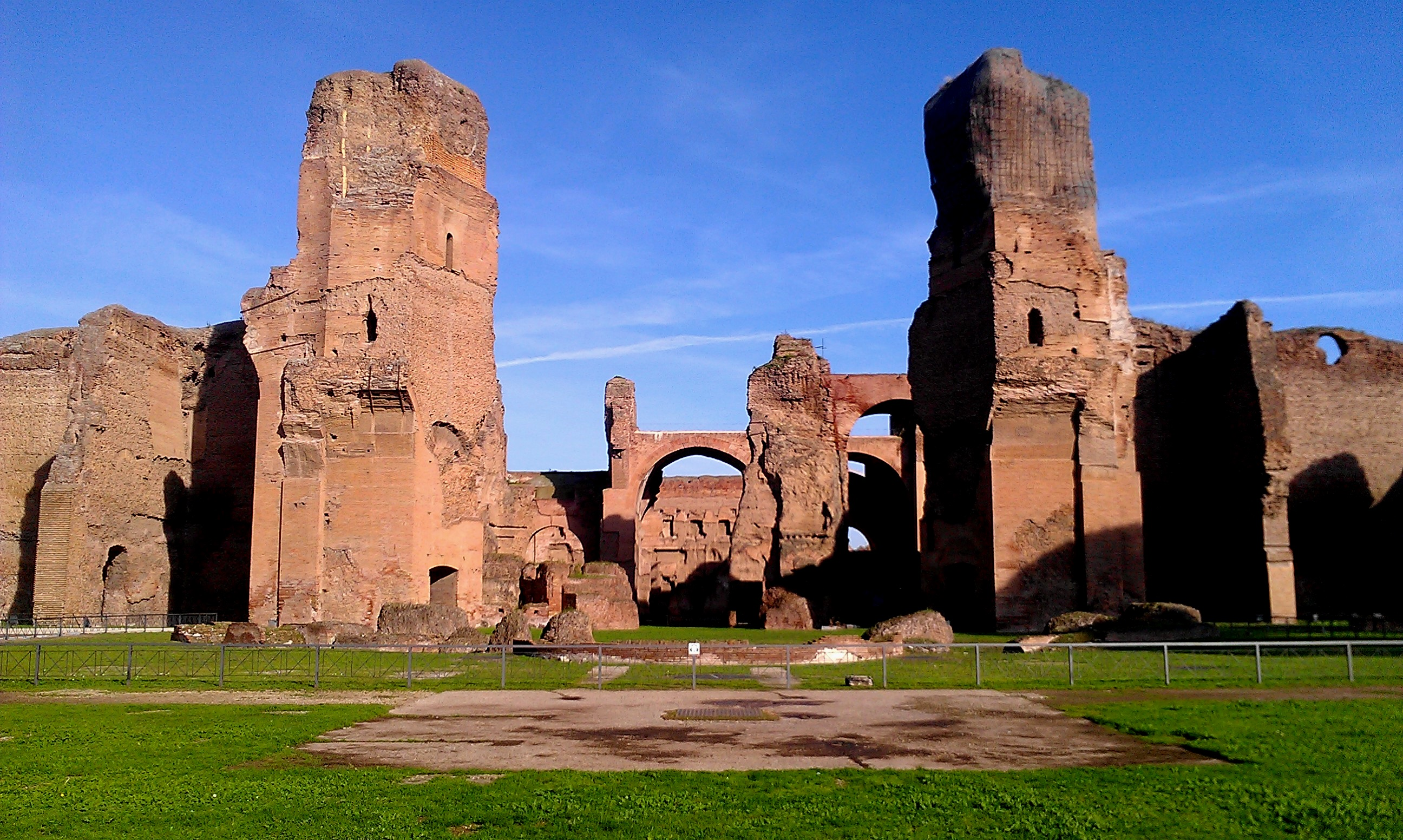
卡拉卡拉浴场

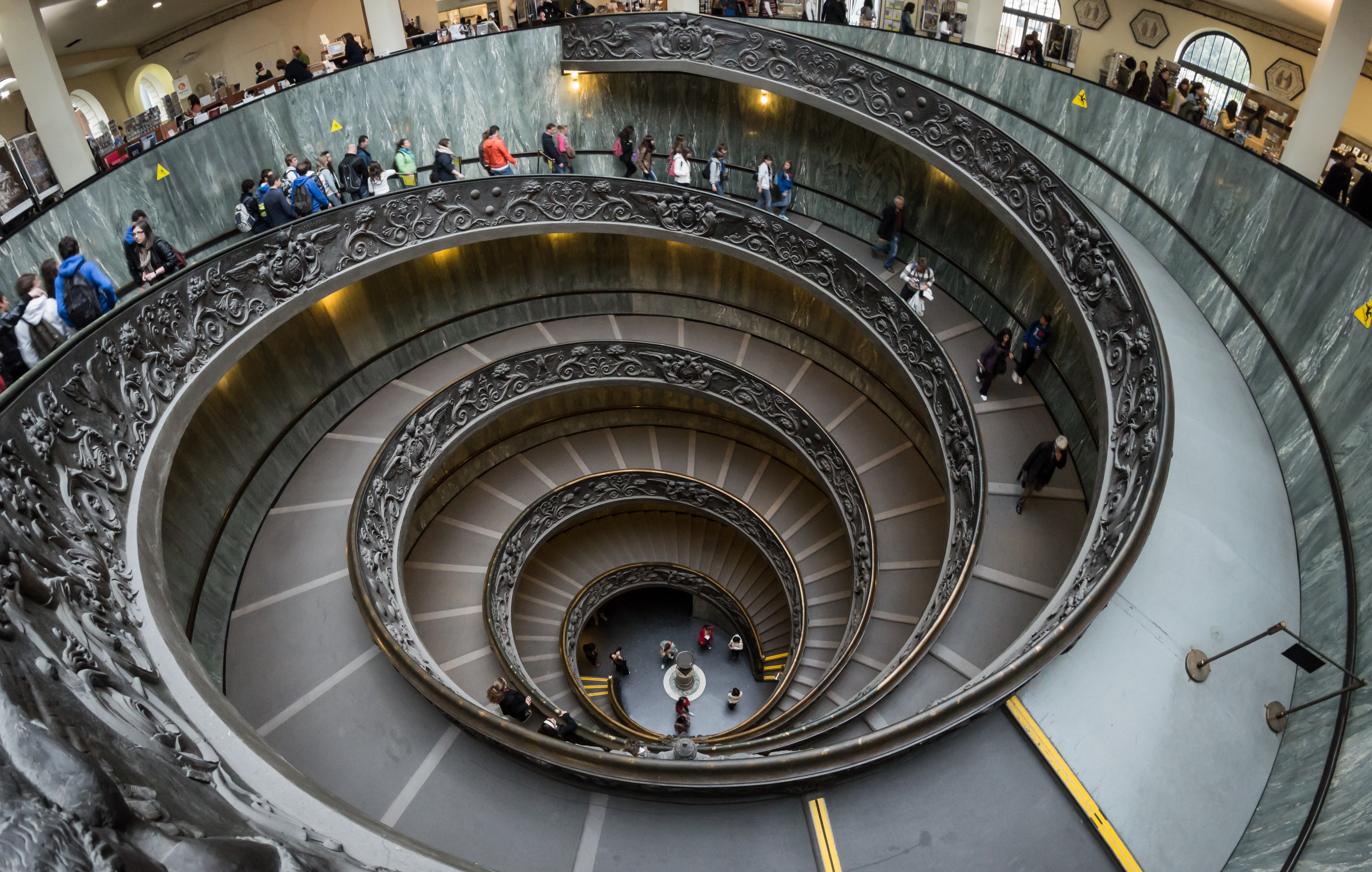
梵蒂冈博物馆是世界上参观人数第二多的艺术博物馆。

卡拉卡拉浴场（建于212年至217年）除了洗浴池外，同时拥有花园、健身房、会议厅、图书馆和理发店等服务设施，是个古代的公共娱乐场所，它的供水排水系统和中央供暖系统的技术问题在当时都被完美地解决了，现在的卡拉卡拉浴场仍用于夏季歌剧演出。
圣天使城堡曾是罗马皇帝哈德良的陵墓，中世纪时改建成一座城堡。
塞维安城墙是罗马的一道城墙，塞维安城墙用大块凝灰岩砌筑，城墙高达10米，底宽3.6米，据信有16个大门，其中许多只在著作中提到。现存的城墙建于公元前4世纪。
奥勒良城墙修建于公元271年到275年，罗马皇帝奥勒良和普罗布斯在位时期。高16米，城墙拥有383个塔楼、7,020个垛口、18个主要城门，5个边门、116个厕所，以及2,066个对外窗口。
亚壁古道修建于公元前4世纪，是古罗马城通向卡拉布里亚的主要公路。路两旁有众多古代遗迹，其中有埋葬有50万早期基督徒的San Callisto墓穴。
卡比托利欧博物馆构成了罗马主要的市政博物馆结构，也是世界上最古老的公共博物馆。它收藏了大量罗马、中世纪、文艺复兴和巴洛克艺术作品。

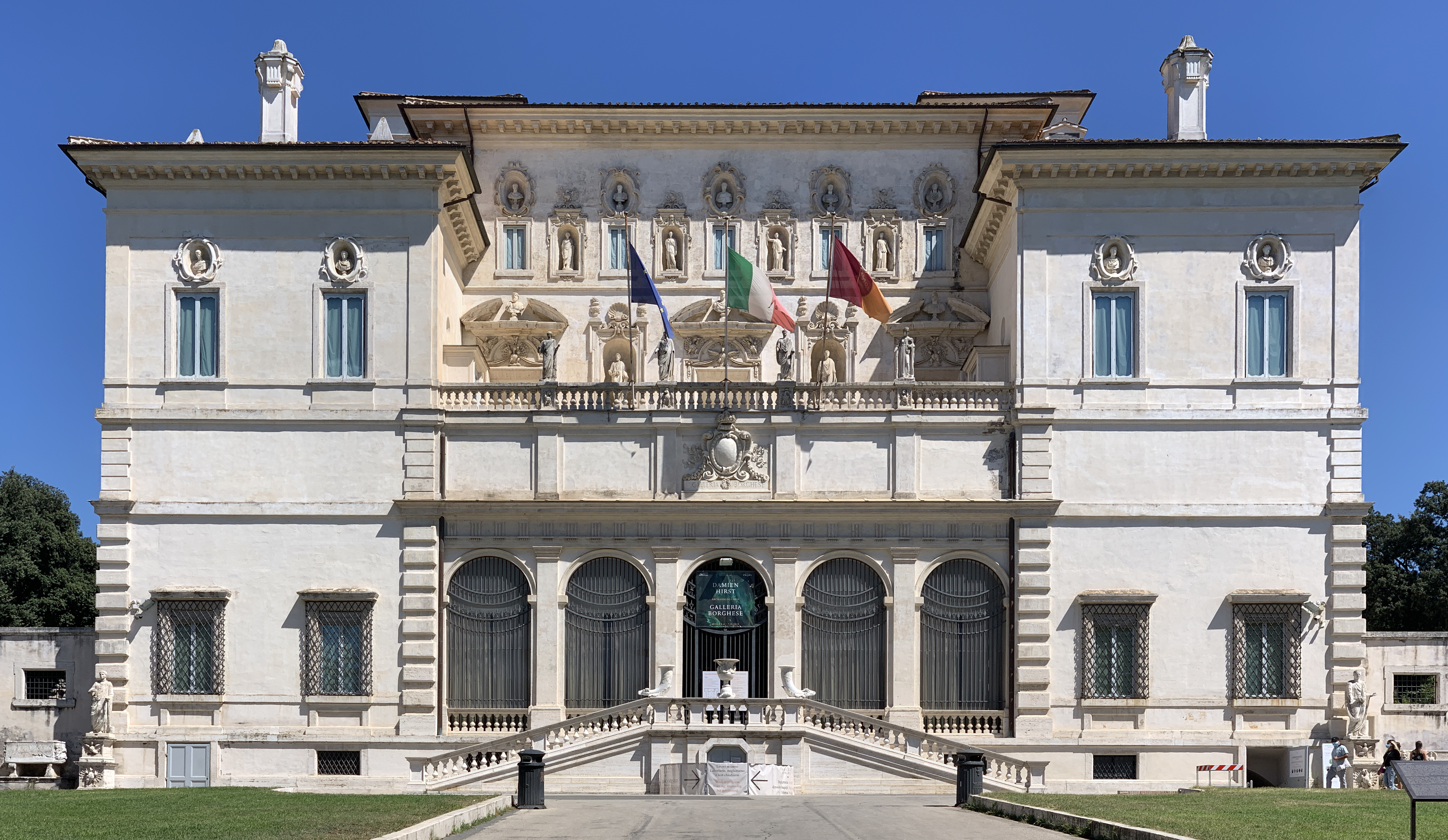
博爾蓋塞美術館

博爾蓋塞美術館收藏了由教皇保罗五世的红衣主教侄子希皮奥内·博尔盖塞 (Scipione Borghese) 发起的大部分艺术收藏品，他还负责建造博物馆所在的别墅，即位于博尔盖塞别墅花园内的博尔盖塞别墅 (Villa Borghese Pinciana)。它拥有丰富的、世界上最重要的巴洛克和文艺复兴时期的艺术和雕塑收藏。
国立罗马博物馆有四间分馆。分馆之一是古罗马时可容納6000多人入浴的戴克里先浴场的遺跡。另外三个展馆分别是Palazzo Massimo，Crypta Balbi以及Palazzo Altemps三个地方。四间博物馆陳列著希臘、羅馬時代的大量雕塑，馬賽克。古羅馬雕塑的館藏世界最豐。
特拉斯提弗列街区该地区是罗马的第13区， 位于台伯河西岸，以精酿啤酒酒吧，工匠商店，小餐馆，经济型酒店和住宿加早餐旅馆闻名。 狭窄，鹅卵石铺成的街道上充满魅力，在主要广场外，夜晚该区域可能非常安静。 随着傍晚的临近，街头艺人，诗人，大胡子的滑板手和兴高采烈的喜乐演员，以不顾一切的热情，纷纷涌入街区的无数俱乐部，酒吧和广场。 该地区也是最受游客欢迎的社区之一。

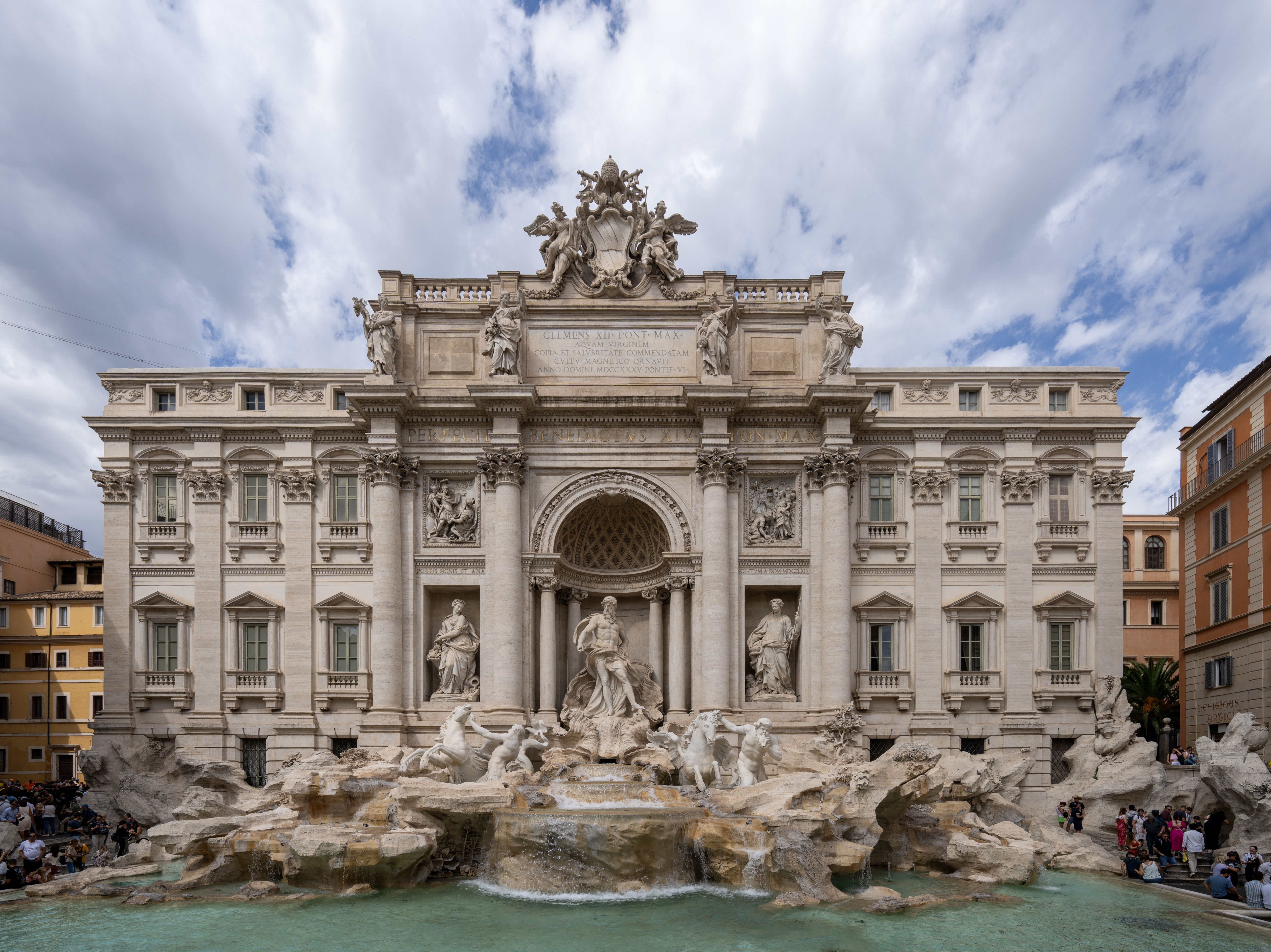
特萊維噴泉（許願池)

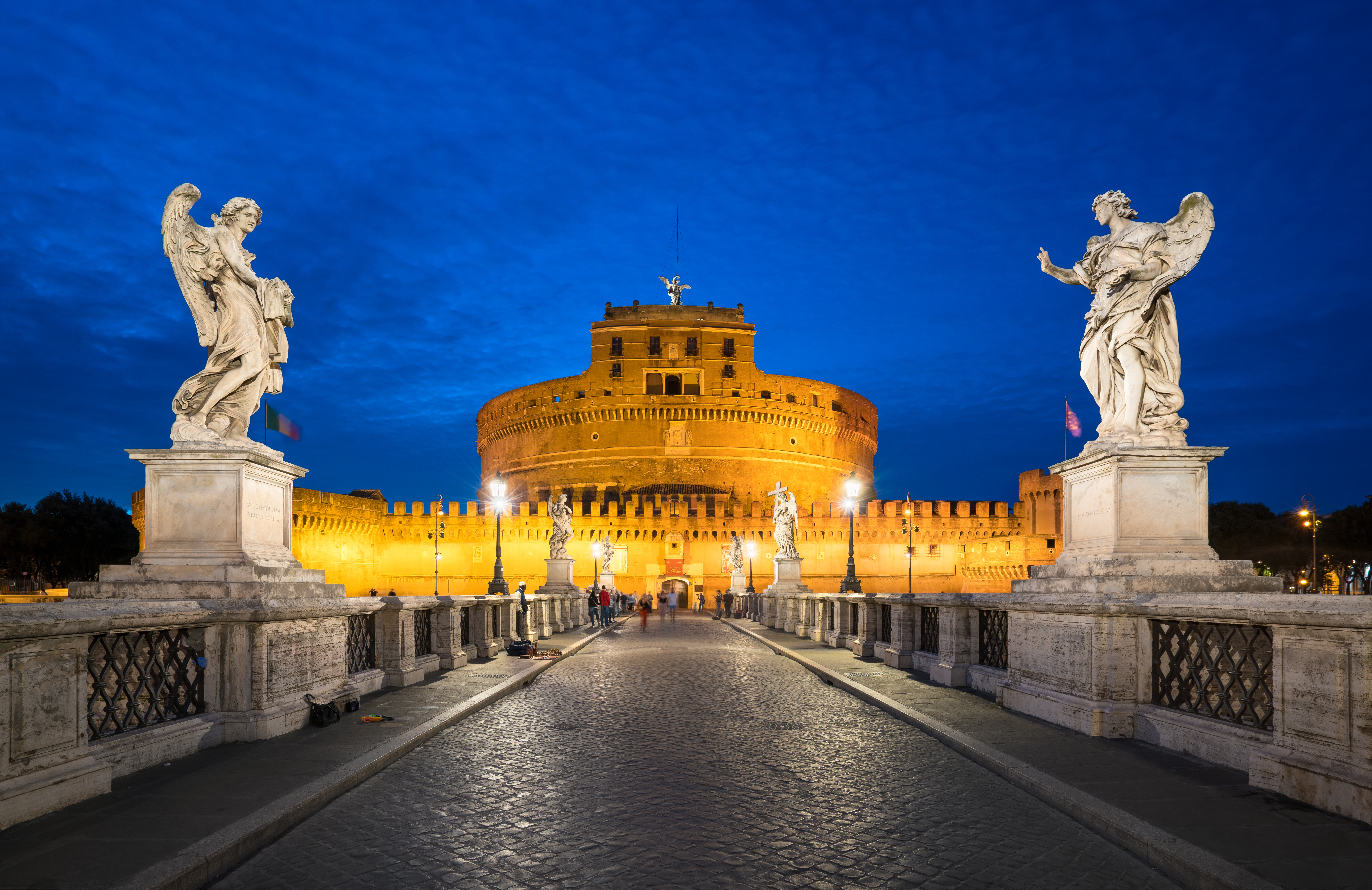
聖天使城堡

其他受游客欢迎的地点还有许愿池和它的18世纪巴洛克喷泉特萊維噴泉（Fontana di Trevi，建于1732年至1762年），高约26米，宽约20米，是罗马最大的喷泉，也是全世界最受欢迎和最著名的喷泉之一，传说闭着眼睛背对着许愿池投硬币，愿望就会成真，因此吸引了众多游客纷纷向池内投硬币许愿。
除此之外还有纳沃纳广场、威尼斯广场、鲜花广场等多座大型广场，18世纪的西班牙广场和广场上的西班牙阶梯曾是电影的经典取景地。
现代罗马的大部分著名建筑都位于城市的外围，如法西斯墨索里尼时期兴建的EUR區。1960年夏季奥林匹克运动会的场馆等。

### 博物馆
罗马拥有世界最多的博物馆，其中多数位于历史建筑原址内。

### 教育

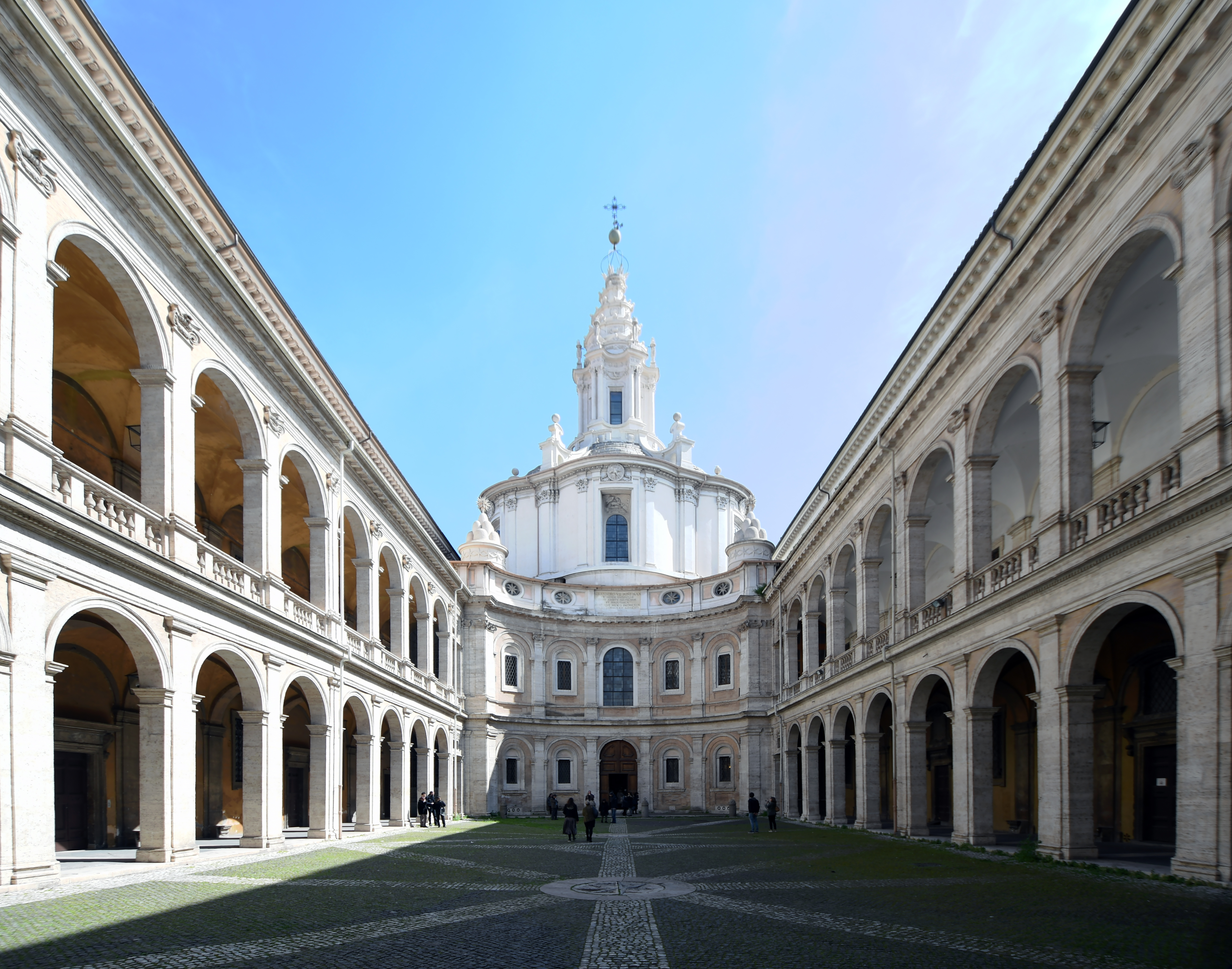
巴洛克风格的圣依华堂教堂，建于1642年至1664年，曾是罗马大学的礼拜堂

罗马共有3座国立大学，羅馬大學（Università degli Studi di Roma "La Sapienza"，1303年）是欧洲历史最悠久的大学之一，有约110000名学生，是欧洲最大的一所大学，另外两所是羅馬第二大學（Università degli Studi di Roma Tor Vergata，1982年）和羅馬第三大學（Università degli Studi Roma Tre，1992年），此外也是罗马美术学院、罗马音乐学院、国立舞蹈学院、国家戏剧艺术学院和艺术品复原中心研究所的所在地。
罗马有多所天主教宗座大學如宗座额我略大学、宗座拉特朗大學、宗座传信大学、慈幼宗座大學、宗座聖安瑟莫學院等。
罗马有西方各国驻罗马的艺术、历史和文化研究机构如法兰西学院、罗马美国学院、德国考古研究所等。

### 體育

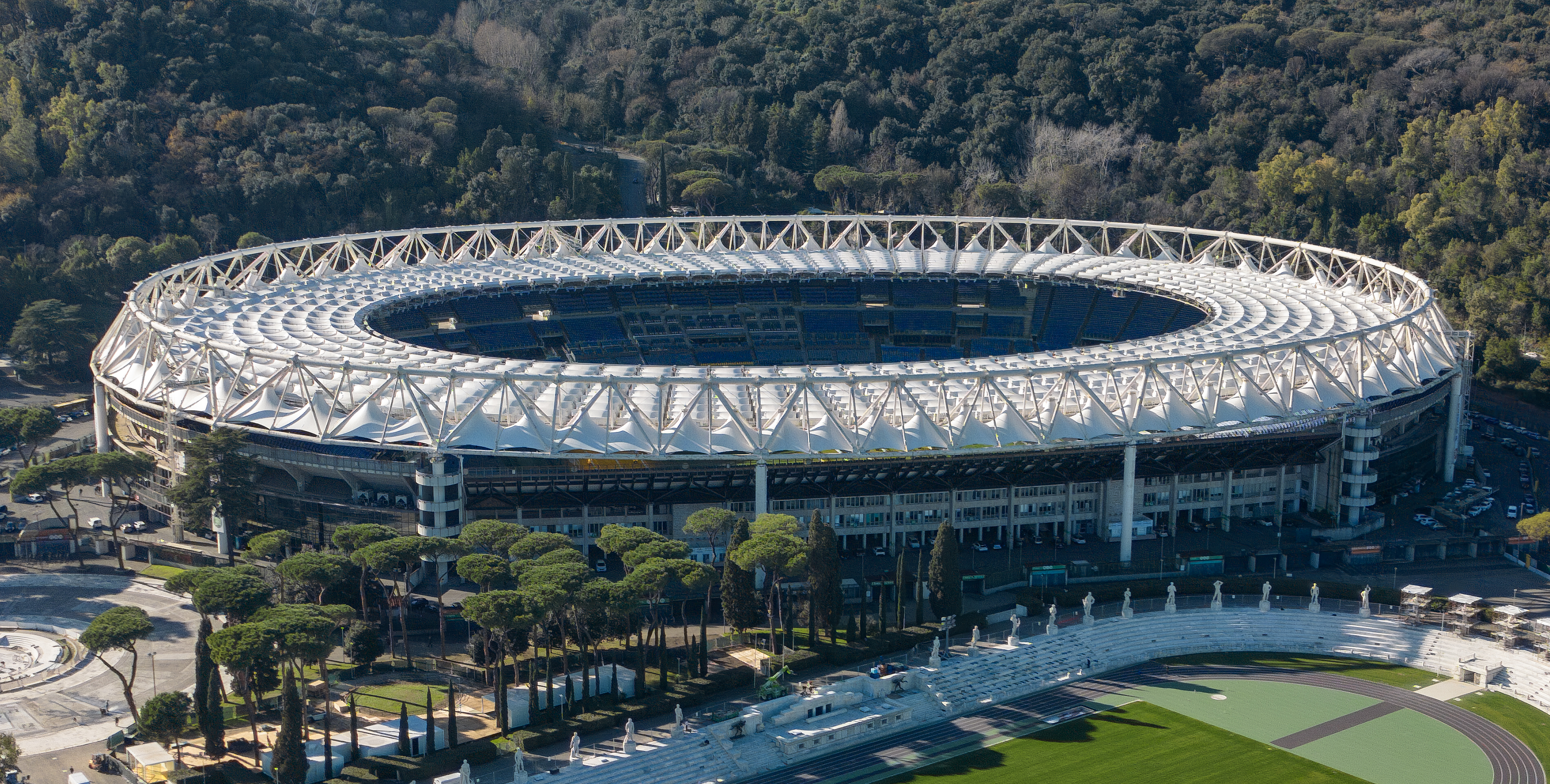
羅馬奧林匹克體育場•意大利广场

羅馬市曾經於1960年舉辦第十七屆夏季奧林匹克運動會，於1934年、1990年舉辦世界盃足球賽，是目前唯一一個舉行過夏季奧林匹克運動會和世界盃的意大利城市，羅馬一度申辦2016年的第三十一屆夏季奧林匹克運動會但失敗。历史上的第一届残疾人奥运会1960年夏季残奥会也在罗马举行，罗马奥林匹克体育场坐落在城市的北部。

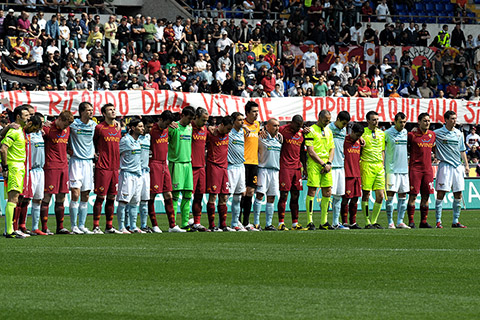
羅馬德比。它被认为是国内最激烈的城市德比之一，也是欧洲最伟大、竞争最激烈的德比之一。

足球運動不但是羅馬市內最受歡迎的體育活動，罗马亦是意大利國內足球氣氛最濃厚的城市之一，主要的原因是罗马有两家驰骋意大利和国际赛场的足球俱乐部——罗马足球俱乐部（1927年）和拉齐奥足球俱乐部（1900年），两支球队共享可以容纳85000名观众的罗马奥林匹克体育场作为主场，是意大利入座人數第二大的足球場（僅次於米蘭的聖西路球場），曾經舉辦過世界田徑錦標賽、歐洲國家盃、世界盃足球賽決賽及歐洲聯賽冠軍盃決賽等重要體育賽事。
罗马足球俱乐部是3次意大利足球甲级联赛冠军（1941/1942年，1982/1983年，2000/2001年）、8次意大利杯冠军（1963/1964年，1968/1969年，1979/1980年，1980/1981年，1983/1984年，1985/1986年，1990/1991年，2006/2007年）、1次欧洲联盟杯冠军（1960/1961年）和1次意大利超級盃冠军（2000/2001年）。拉齐奥足球俱乐部是2次意大利足球甲级联赛冠军（1973/1974年，1999/2000年）、4次意大利杯冠军（1958/1959年，1997/1998年，1999/2000年，2003/2004年）、2次意大利超级杯冠军（1997/1998年，1999/2000年）、1次欧洲超级杯（1999年）和1次欧洲优胜者杯冠军（1998/1999年）。兩支球隊現時屬於意大利足球甲级联赛的主要競爭對手，他們在意甲聯賽的同场竞技被稱為「羅馬市德比」，已經成為每年義大利球壇最精彩的足球比賽之一。兩支球隊曾培养了多名著名意大利國腳，包括保罗·迪卡尼奥、弗朗切斯科·托蒂、亚历山德罗·内斯塔、安杰洛·迪利维奥及安杰洛·佩鲁齐等。
雖然橄欖球在羅馬市的受歡迎程度不及足球運動，但仍然被廣泛接受，主要原因是意大利國家橄欖球隊的主場設於羅馬市的Stadio Flaminio，自2000年開始成為意大利隊參加六國橄欖球錦標賽的主場館，可惜至今從未成功奪標。市內的地區橄欖球俱樂部包括Unione Rugby Capitolina、Rugby Roma及S.S. Lazio。
此外每年5月，羅馬市主辦網球ATP大师系列赛，羅馬大師系列賽於1930年創辦，直至1990年成為網球大師系列賽分站之一。

### 饮食

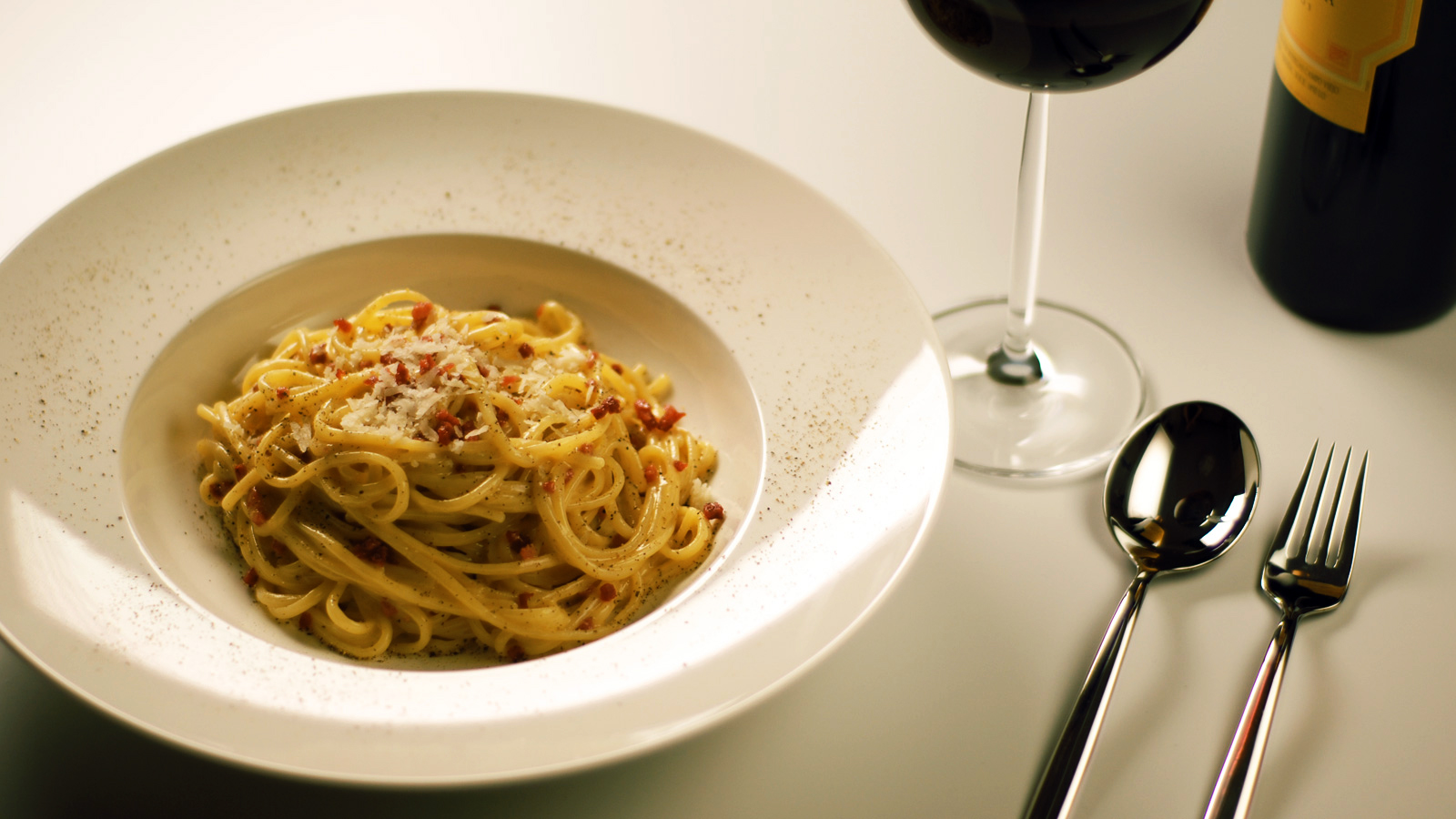
卡波納拉義大利麵

罗马的饮食文化具有相当的多样性，从世界顶尖水平的厨艺，到典型的罗马餐饮，有犹太人的贝壳水产、拉齐奥的特产和美味的鱼宴。罗马餐桌上最典型的菜肴有“coda alla vaccinara”（浸在葡萄酒中的牛尾巴肉，用番茄和辣椒炖）、“pajata”（小牛肠配番茄酱）、“abbacchio alla scottadito”（牛奶烧小羊肋排）和“trippa alla romana”（牛肚配番茄薄荷酱），都是罗马的特色。此外还有提拉米蘇，“Supplì al Telefono”（乳酪炸冻丸子），莫萨里拉干酪丸子，南瓜花，烤白面包片配大蒜、橄榄油或番茄，炸洋蓟，大蒜和薄荷蒸嫩洋蓟，还有犹太式的鳕鱼片“Baccalà”。
義大利麵在罗马也相当受欢迎，比较著名的有“Fettuccine alla carbonara”（手擀培根蛋面）；“bucatini all’amatriciana”（带一个孔的粗麵，配培根和番茄酱）。

## 交通

### 航空

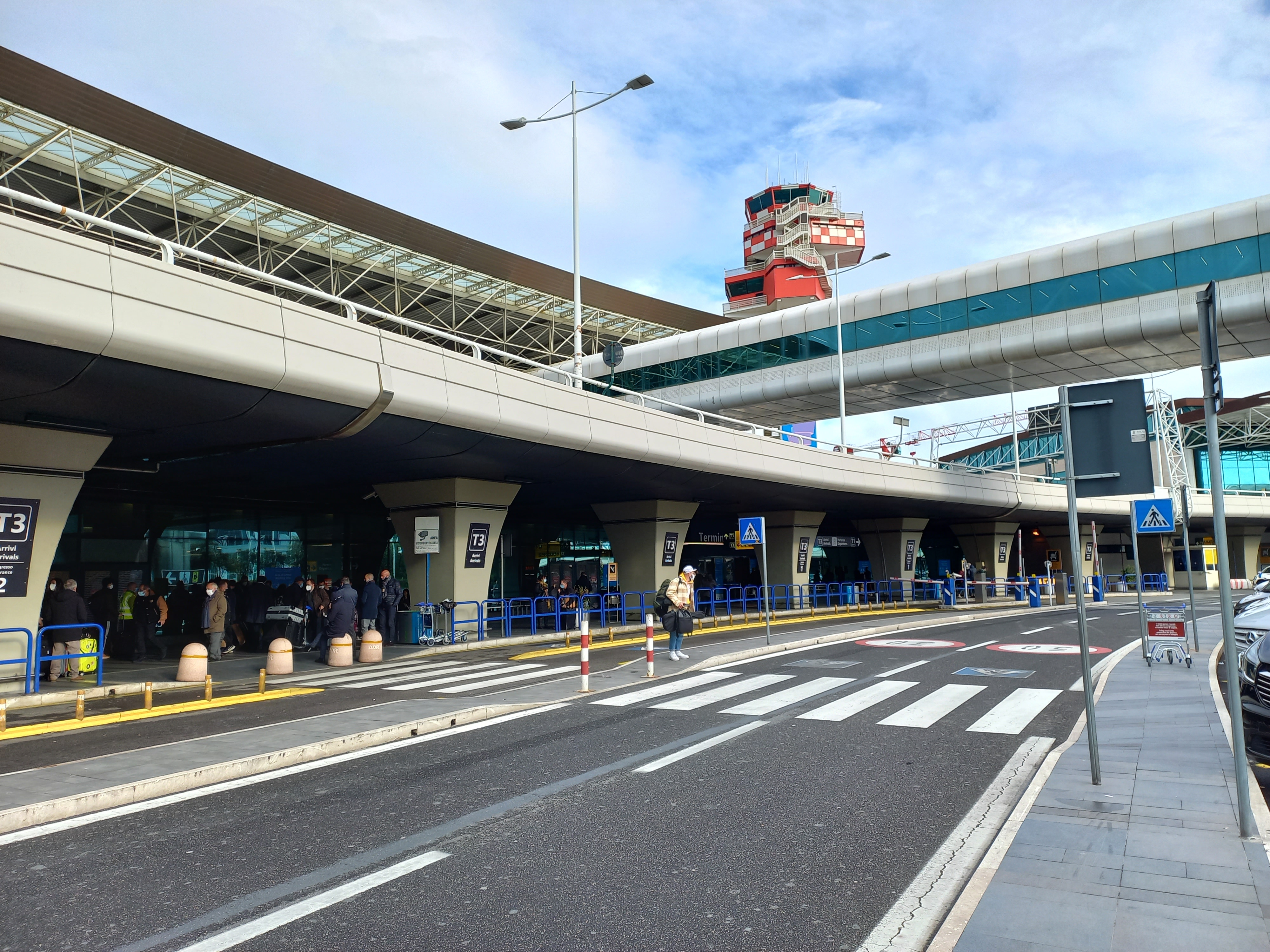
羅馬-菲烏米奇諾機場 (2021)

罗马有两座国际机场，列奥纳多·达芬奇国际机场 (即菲烏米奇諾機場) 和錢皮諾國際機場，列奥纳多·达芬奇国际机场位于海岸上一同為意大利最重要的對外航空交通枢纽，列奥纳多·达芬奇国际机场以年旅客吞吐量計算，2015年以4042萬人位居意大利第一，同時也是歐盟第七繁忙機場。機場與市中心羅馬特米尼車站有專用機場快線李奧納多特快列車相連接，車程約半小時。

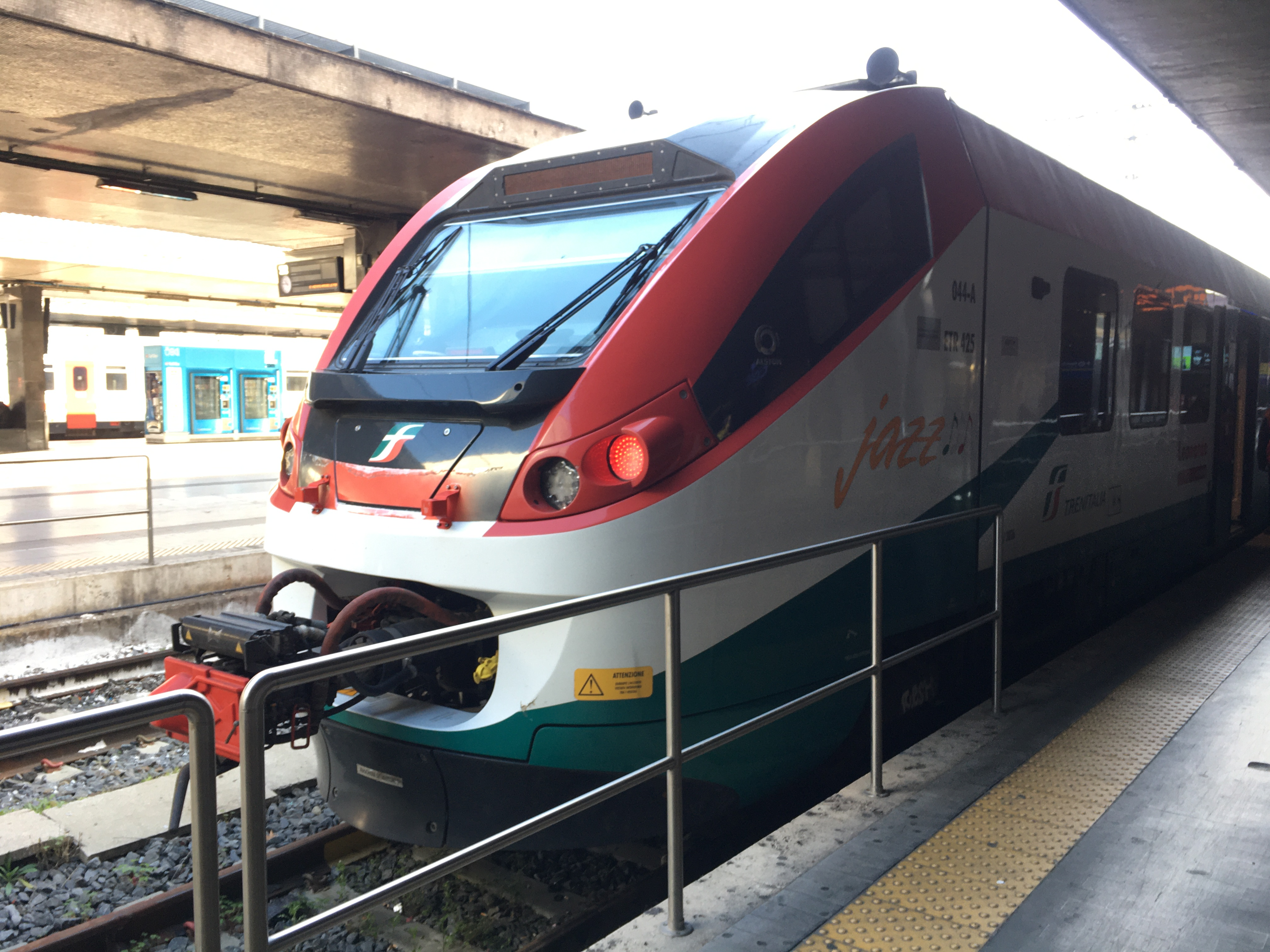
一輛李奧納多特快列車於羅馬特米尼車站

### 港口
罗马的主要港口在奇维塔韦基亚，和羅馬城有火車相連。亦有大小不一的遊輪和渡輪通向意大利和地中海各地。

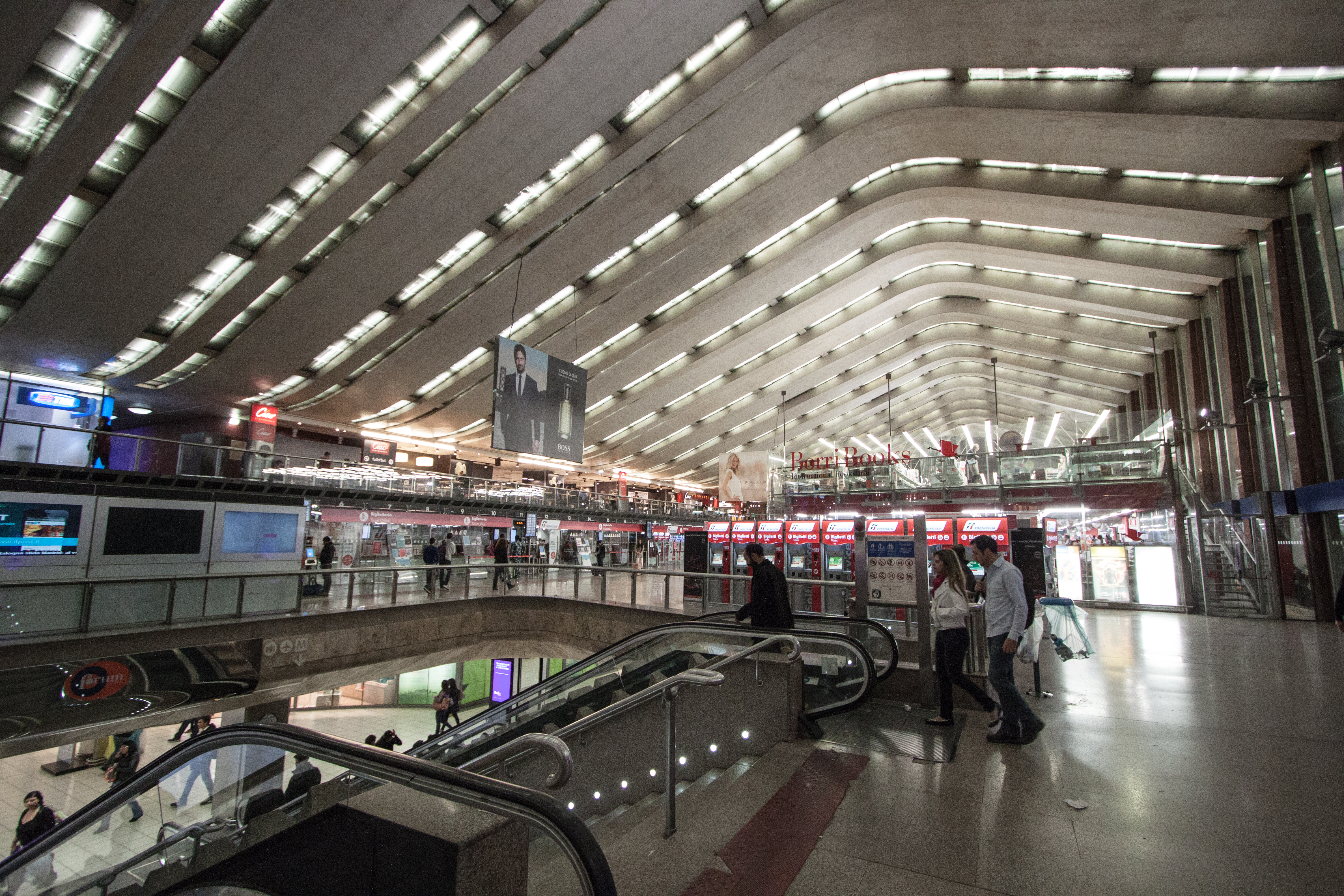
罗马特米尼车站。意大利最大的车站，也是欧洲最繁忙的车站之一。

### 鐵路
罗马作为意大利铁路交通的中心枢纽点，还拥有多座客运与货运火车站，其中包括最重要的羅馬特米尼車站以及另一座大型火車站羅馬提布提納車站。 该市拥有郊区铁路系统，羅馬城鐵。

### 城市公交
罗马的城市公共交通由Atac（羅馬首都公交公司）運營。由公共汽车、无轨电车、有轨电车、地鐵等组成，交通繁忙。因为担心建造过多的地铁会损坏罗马市内的众多历史建筑和设施，罗马与其他大城市不同，地铁规划工程相当保守，目前只铺设了三条地铁线（A线、B线和C线），高峰时间经常超负荷运营，而城市的其它各个节点之间由巴士网络连结。罗马的第一条地铁线竣工于1955年，现在的三条地铁线总长60千米，其中一条正在进行延长工程，另外第三条地铁线仍在延长建设中。罗马的有轨电车系统启用于1877年，共6条线路，构成总长51.31千米的有轨电车网络。1937年至1972年间，罗马公交系统曾通行无轨电车，在停运了33年后，2005年起再次运营，总长11.3公里。
羅馬的巴士廣受詬病。班次少而且非常不規律，難以作爲可靠的通勤手段。乘客需要提前在地鐵站内或者Tabacchi購票，现已接受信用卡或手机感应支付。

### 城际巴士
罗马的城际巴士主要在提布提那巴士站，毗邻羅馬提布提納車站和羅馬地鐵B線提布提納站。

### 小汽車
罗马道路的交通堵塞是眾所周知的，由於羅馬的街道大多歷史悠久，寬度無法容納龐大的交通流量，且市中心古蹟眾多，道路難以拓寬，而車輛的數量又隨著經濟發展快速增加，再加上人車時常互不相讓，因此街上的交通經常一片混亂，毫無章法。环城高速公路同样无法摆脱每天的塞车困扰，中心城区受到交通管制，劃有限行區（ZTL）。未經注冊的私家車不允許進入，如果暫時進入需要在Tabacchi或者下榻酒店購票。

## 城市交流
自1956年4月9日起，罗马仅与以下城市结成姐妹城市：
- 巴黎, 法国, 1956

Solo Parigi è degna di Roma; solo Roma è degna di Parigi. （義大利語）
Seule Paris est digne de Rome; seule Rome est digne de Paris. （法語）
“只有巴黎配得上罗马，只有罗马配得上巴黎。”

### 引用
1. ↑  . demo.istat.it.   [2020-03-17]. （原始内容存档于2019-08-20）.
2. ↑  . Demo.istat.it. （原始内容存档于2015-02-05）.
3. 1 2  . Citypopulation. January 2017  [6 April 2012]. （原始内容存档于4 July 2010）.
4. ↑  Heiken, G., Funiciello, R. and De Rita, D. (2005), The Seven Hills of Rome: A Geological Tour of the Eternal City. Princeton University Press.
5. ↑  梵蒂岡廣播電台 > 朝聖勝地 > 羅馬永城 的存檔，存档日期2008-05-13.
6. ↑  .   [2011-10-19]. （原始内容存档于2010-10-31）.
7. ↑  Stephanie Malia Hom, "Consuming the View: Tourism, Rome, and the Topos of the Eternal City", Annali d'Igtalianistica 28:91–116 JSTOR 24016389
8. ↑  Andres Perez, Javier.  (PDF). El Futuro del Pasado: 349–363. 2010  [28 May 2014]. （原始内容 (PDF)存档于23 September 2015）.
9. ↑  .  6th. 2009. （原始内容存档于24 March 2010）.
10. ↑  . History.com.   [27 September 2018]. （原始内容存档于27 September 2018） （英语）.
11. ↑  . UNESCO World Heritage Centre.   [8 June 2008]. （原始内容存档于24 February 2011）.
12. ↑  . 13 July 2018  [2 December 2018]. （原始内容存档于2 December 2018）.
13. ↑  . 23 March 2015  [20 May 2019]. （原始内容存档于18 April 2019） （英语）.
14. ↑  . Lonely Planet.   [2008-07-04]. （原始内容存档于2008-10-26）.
15. ↑  蒂托·李维，罗马史 I, 7
16. ↑  盐野, 七生. . 中信出版社. 2011年: P37、P38. ISBN 9787508630250.
17. ↑  Wilford, John Nobel. . New York Times. 2007-06-12  [2008-08-11]. （原始内容存档于2019-05-03）.
18. ↑  Tabelle climatiche 1971–2000 della stazione meteorologica di Roma-Urbe Ponente dall'Atlante Climatico 1971–2000 的存檔，存档日期17 May 2012., Servizio Meteorologico dell'Aeronautica Militare.
19. ↑  世界青年千禧盛會——記羅馬第十五屆世界青年節 的存檔，存档日期2004-11-01.
20. ↑  The Art Newspaper (艺术新闻中文版), March 21, 2024

## 外部連結
- 羅馬首都市官方網站 （页面存档备份，存于） （意大利文）
- 羅馬首都市官方旅遊網站 （页面存档备份，存于）
- 1.700 Photos of Roma （页面存档备份，存于）
- 維客旅行上的罗马 （页面存档备份，存于）